# Ecuador

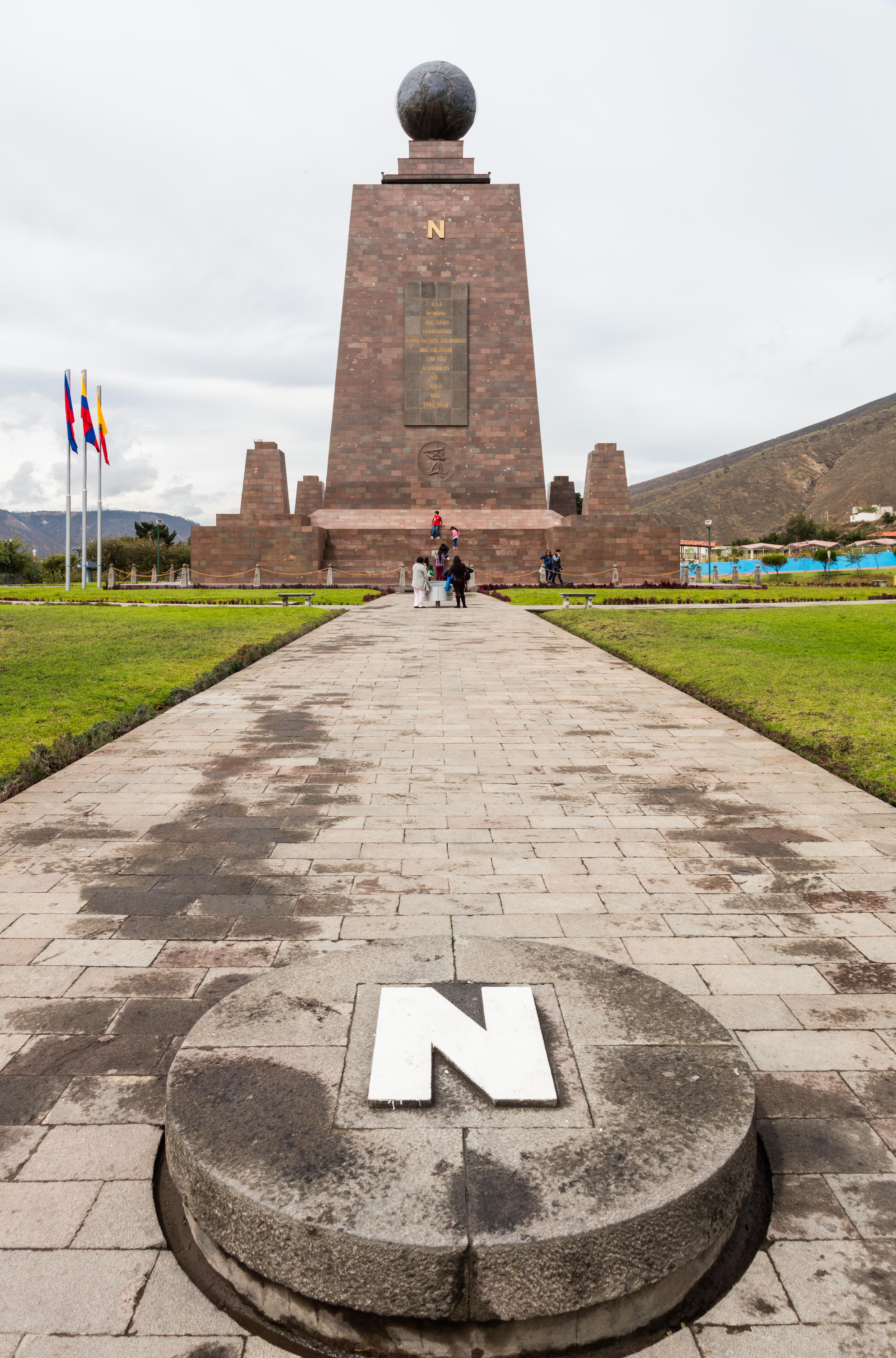
Mitad del Mundo

Ecuador (en kichwa, Ecuador; en shuar, Ekuatur), oficialmente  República del Ecuador (en quichua, Ecuadorpi Ripuwlika; en shuar, Ekuatur Nunka), es un país soberano constituido en un Estado social, democrático, de derecho  y plurinacional, cuya forma de gobierno es la de una república presidencialista, unitaria y descentralizada. Está ubicado en la región noroccidental de América del Sur. Su capital es Quito, y su ciudad más poblada del país es Guayaquil. Es miembro de la Comunidad Andina y está organizado en veinticuatro provincias que a su vez se subdividen en cantones. Limita al norte con Colombia, al este y sur con Perú, y al oeste con el océano Pacífico. El cual lo separa del archipiélago de Colón o islas Galápagos por aproximadamente mil kilómetros de la costa continental, entre la península de Santa Elena y la isla San Cristóbal. Limita, así mismo, con Costa Rica por la frontera marítima de la región insular. La línea equinoccial o paralelo 0° atraviesa el país y divide los territorios continental e insular en dos, quedando así la mayor parte del territorio ecuatoriano en el hemisferio sur.
La cordillera de los Andes divide la parte continental del país de norte a sur, dejando a su flanco occidental el golfo de Guayaquil y zonas de llanuras y piedemontes, y al oriente, la Amazonia. Ecuador ocupa un área de 283 561 km².Es el décimo país más poblado de América, con más de dieciocho millones de habitantes, el más densamente poblado de América del Sur y el quinto más densamente poblado en toda América.
Ecuador tiene una de las más altas concentraciones de ríos por kilómetro cuadrado en el mundo y es uno de los países de mayor biodiversidad por kilómetro cuadrado. Es el primer país del planeta en tener los derechos de la naturaleza garantizados en su Constitución del año 2008. Un quinto del territorio total del país sudamericano se encuentra declarado dentro del Sistema Nacional de Áreas Protegidas del Ecuador con un total de sesenta y dos reservas protegidas. Además, es el único país en Latinoamérica en tener la transición ecológica y la conservación ambiental como política de Estado. En la misma línea, en materia energética, el país es considerado un actor importante en la implementación de las energías sustentables como parte de su plan energético nacional.
La lengua oficial es el español, hablado por el 99 % de la población, junto a otras trece lenguas indígenas reconocidas, que incluyen el quichua y shuar. Para 2018, el IDH del Ecuador es catalogado como «alto», ubicándose en el puesto 81 en el mundo (junto a China) y decimosegundo en América. Con un PBI PPA de 205 457 millones de dólares estadounidenses, la economía ecuatoriana ocupa el puesto 64 en el mundo y la sexta de Sudamérica. El país en el mundo es uno de los principales exportadores de petróleo, consta como el principal exportador de banano y uno de los principales exportadores de flores, camarones y cacao.
Ecuador se ha convertido recientemente en un Estado estratégico abierto a la globalización, al libre mercado y a una diplomacia neutral. El país forma parte de organismos internacionales como las Naciones Unidas, la OEA, la Comunidad Andina de Naciones, el PROSUR, el Parlatino, la Organización Mundial del Comercio, la CELAC, la CCRVMA y espera dentro de poco ser admitido como miembro pleno de la Alianza del Pacífico. Quito es sede de la Organización Latinoamericana de Energía.

## Toponimia
La primera referencia que se tiene de este país con relación al Ecuador terrestre está registrada en Noticias secretas de América en 1826, una publicación donde se recopila estudios realizados durante el transcurso del siglo XVIII, además de incluir los de la misión geodésica francesa; en esa obra se menciona por primera vez a los territorios de Ecuador como jurisdicción de la Real Audiencia de Quito. El nombre de la República del Ecuador hace alusión a la línea ecuatorial de la Tierra que recorre sobre territorio ecuatoriano, de este a oeste.
Los nombres fueron adoptados por el primer gobierno de los territorios que comprendían el distrito del Sur de la Gran Colombia, tras consumarse su separación el 13 de mayo de 1830. Antes de la Gran Colombia, durante el gobierno virreinal, este territorio estaba conformado por los departamentos de Guayaquil, Azuay y el de Ecuador, que junto a otros territorios perdidos comprendían la Real Audiencia de Quito. Debido a la ubicación de la nueva república y como una referencia simbólica de esta ubicación, se decidió denominarla con el nombre de la línea que divide el planeta en dos partes iguales. Durante el primer gobierno comandado en ese momento por el general Juan José Flores en la primera constitución, se creó oficialmente el «Estado del Ecuador», que, en ese entonces, estaba constituida por los territorios correspondientes a los departamentos de Guayaquil, Azuay y Quito (antes Departamento de Ecuador, que más tarde serían subdivididos en provincias,) en la segunda constitución se  creó oficialmente la «República del Ecuador».

## Historia

### Era prehispánica
Figurilla de cerámica femenina o Venus de la cultura  valdivia entre 2600-1500 a. C. (imagen superior derecha). 
Asiento sacerdotal de piedra, simboliza la fertilidad de la Madre Tierra de la cultura manteña, entre 500-1500 d. C. (imagen inferior izquierda). 
Llegaron inmigrantes amerindios del norte y se mezclaron con los pueblos amazónicos de ascendencia oceaníanico. Los primeros asentamientos registrados en el actual territorio ecuatoriano datan 13 500 años, en El Inga, cultura Las Vegas, Chobshi, Cubilán y pinturas rupestres amazónicas del Paleoindio. La época prehispánica comprende cuatro períodos: Paleoindio, Formativo, de Desarrollo Regional y de Integración o Periodo Incaico.
Durante el periodo formativo se descubrió la cerámica, con la posibilidad de que la cultura valdivia sea una de las alfareras más antiguas de América. También se domesticaron especies vegetales, gracias a la diversidad biológica y climática de la región; entre ellas, cabe mencionar: piña, papaya, zapallo, maní, tomate, tomate de árbol, naranjilla, ají y cacao. La agricultura con un alto nivel de desarrollo en las zonas secas muestra restos de obras para recolección e infiltración de agua, y un sistema social conocido como albarradas, que alteran el paisaje; las laderas de montañas en muchas regiones del país tienen restos de andenerías; mientras que, en las zonas bajas y húmedas, en las vegas de ríos y orillas de lagos, se encuentran restos de camellones o grandes camas de cultivo con riego por inundación. Este último sistema es especialmente interesante por su dimensión en las cuencas de los ríos del litoral, como el río Guayas, con miles de hectáreas dedicadas al cultivo en camellones de gran tamaño.
La cultura manteña, ubicada en la parte central del litoral ecuatoriano, controló una amplia ruta de comercio marítimo, basada en la navegación de cabotaje con grandes balsas impulsadas por velas. En el litoral norte, la cultura La Tolita produjo una metalurgia ornamental de alto nivel, principalmente en oro, plata y aleación de platino. La alfarería de las culturas Bahía y Jama-Coaque es recargada de detalles, y recuerda un tanto a la asiática, dando lugar a teorías de intercambio cultural transoceánico que no han podido probarse. Los pueblos de la sierra norte construyeron complejos funerarios y astronómicos como el de Cochasquí.
El territorio de Ecuador formó parte del Imperio Inca hasta la conquista española en 1533. A la llegada de los incas, se estima que habitaban en el territorio del actual Ecuador más de 36 nacionalidades, entre las más numerosas eran: Pastos, Caranquis, Imbayas, Paltas, Puruháes, Panzaleos, Cañaris, Hambatus. La influencia incaica se hizo sentir especialmente en el callejón interandino del sur y centro del país, que formaron parte del Tahuantinsuyo; la región norte se mantuvo parcialmente independiente hasta la llegada de los españoles, y tiene una de las mayores presencias de fortalezas o en el imperio Inca; mientras que las regiones de la costa y la Amazonía mantuvieron su independencia. Durante el imperio Incaico, se construyeron algunos asentamientos con evidente influencia cuzqueña, los más importantes fueron Ingapirca (aún se conserva buena parte de los restos arqueológicos) y Tumipampa (Tomebamba) (actualmente ciudad de Cuenca fundada sobre sus ruinas en algunos sectores).

### Época Virreinal

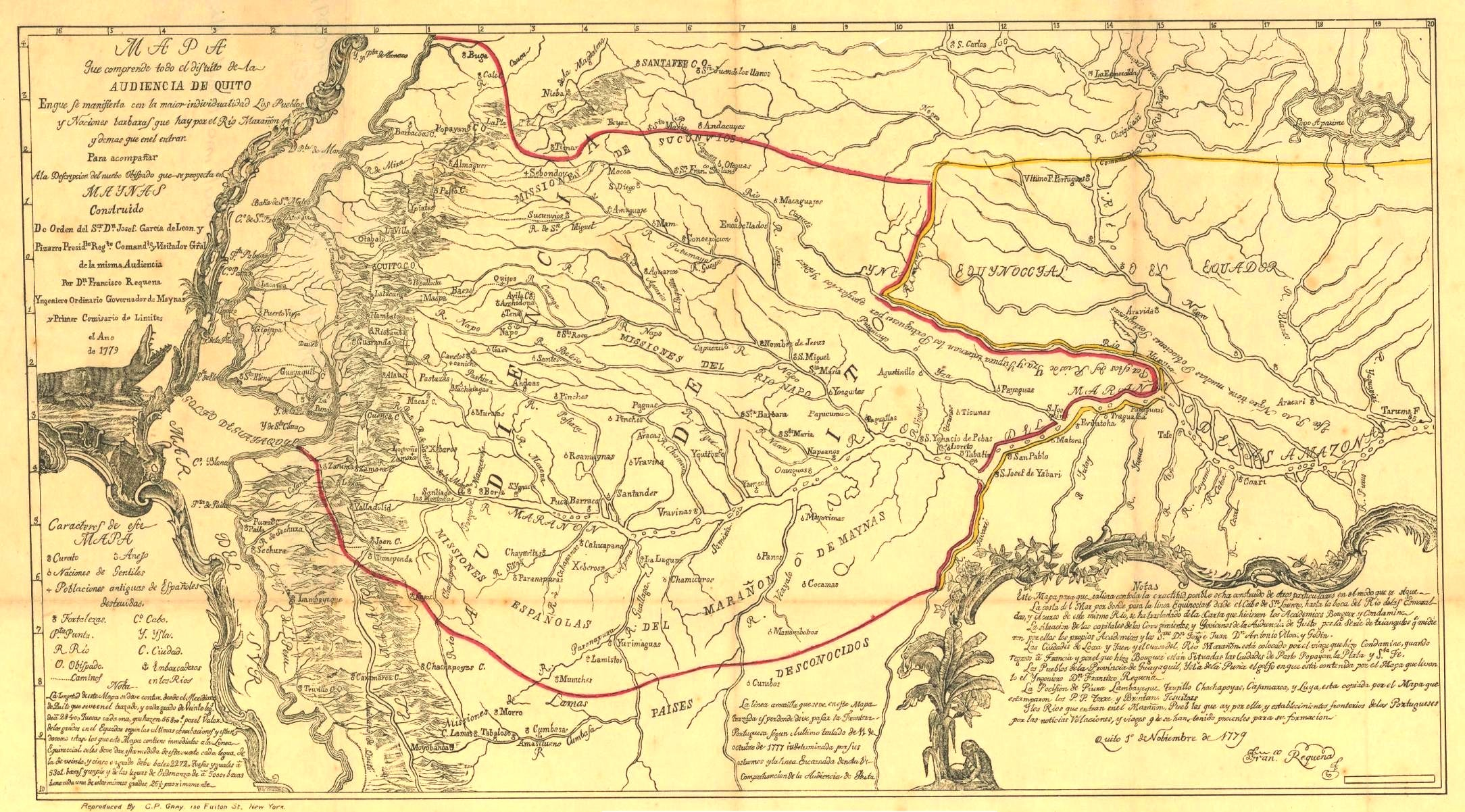
Mapa de la Real Audiencia de Quito en 1779.

En 1534, el capitán español Sebastián de Belalcázar conquistó las tierras ecuatoriales de Sudamérica. El día 15 de agosto de 1534 fundó la ciudad de Santiago en Liribamba (ahora llamada Riobamba) y fundó la ciudad de San Francisco de Quito, bautizada en honor a Francisco Pizarro el 6 de diciembre de 1534. Quito era capital de la Presidencia de Quito y de la Real Audiencia de Quito, que formaba parte del Virreinato del Perú. Los españoles utilizaron los asentamientos urbanos indígenas y varios elementos de la estructura social autóctona como base de las nuevas ciudades mestizas, para concretar la conquista de los territorios ocupados.
Los indígenas los superaban en número, pero los ibéricos tenían una mayor fuerza militar, gracias a lo cual sometieron a las poblaciones indígenas, obligándoles a abandonar los valles templados de la sierra y ubicarse en los páramos altos. Los incas, además de estar enfrentados entre sí en guerras internas, desconocían las armas de fuego. Los españoles tuvieron gran apoyo militar de muchas etnias andinas, lo cual sin esa ayuda hubiese sido imposible la conquista.
Quito fue el principal asiento español en la zona, y de ella partieron las expediciones que permitieron el descubrimiento del río Amazonas, y la fundación del resto de ciudades ecuatorianas. En 1739, la Real Audiencia de Quito se integró en el Virreinato de Nueva Granada junto con Caracas, Panamá y Santa Fe de Bogotá. Las relaciones entre la población autóctona y los recién llegados se rigieron por instituciones jurídicas como la Mita y la Encomienda, esta última aprobada por las Leyes de Burgos en 1512 para la defensa de los indios.
Esto hizo que para el trabajo forzado se trajera población africana negra, en calidad de esclavos, lo que contribuyó al mestizaje. Gran parte de la población negra en el país se encuentra en la actual Esmeraldas. Se dice que un barco de esclavos naufragó frente a las costas esmeraldeñas y una gran cantidad de esclavos quedaron ahí con dos españoles supervivientes que murieron al poco tiempo. Durante la época virreinal se desarrollaron las artes, especialmente la arquitectura, pintura y escultura. Se destaca la Escuela Quiteña, como un espacio de alta producción artística, famosa hasta la actualidad, por artistas como Miguel de Santiago, Caspicara y Bernardo de Legarda, entre otros.

### Independencia y Gran Colombia
Los primeros movimientos empezaron en 1809, con la rebelión de los Criollos contra el dominio español conocida como Primer Grito de Independencia Americana. Aunque hay otros precursores como Eugenio Espejo, sabio criollo de origen mestizo que lanzó las primeras proclamas por escrito en la publicación «El Nuevo Luciano de Quito». Los sublevados formaron una Junta de Gobierno provisional el 10 de agosto de 1809 en Quito, sublevando el poder Español y gobernándose autónomamente; sin embargo, los participantes terminaron encarcelados y asesinados en la Matanza del 2 de agosto de 1810. Este capítulo de la historia ecuatoriana fue tomado como ejemplo en el inicio de varios procesos libertarios en Iberoamérica. En esa fecha los sublevados propugnaban el liderazgo de una junta autónoma de gobierno, cambiar las autoridades en Quito, y mantener su autonomía al utilizar la estrategia de las máscaras de Fernando VII; que consistía en jurar una falsa lealtad al cautivo rey Fernando VII con el fin de mantener la autonomía. La historiografía del Ecuador considera este suceso como el Primer Grito de Independencia Hispanoamericana y el inicio del proceso de emancipación de la región. Terminado el dominio francés en la península y con la negativa del rey de España, Fernando VII, de acatar la Constitución de Cádiz, se desencadenaron una oleada de movimientos independentistas en la América Española.

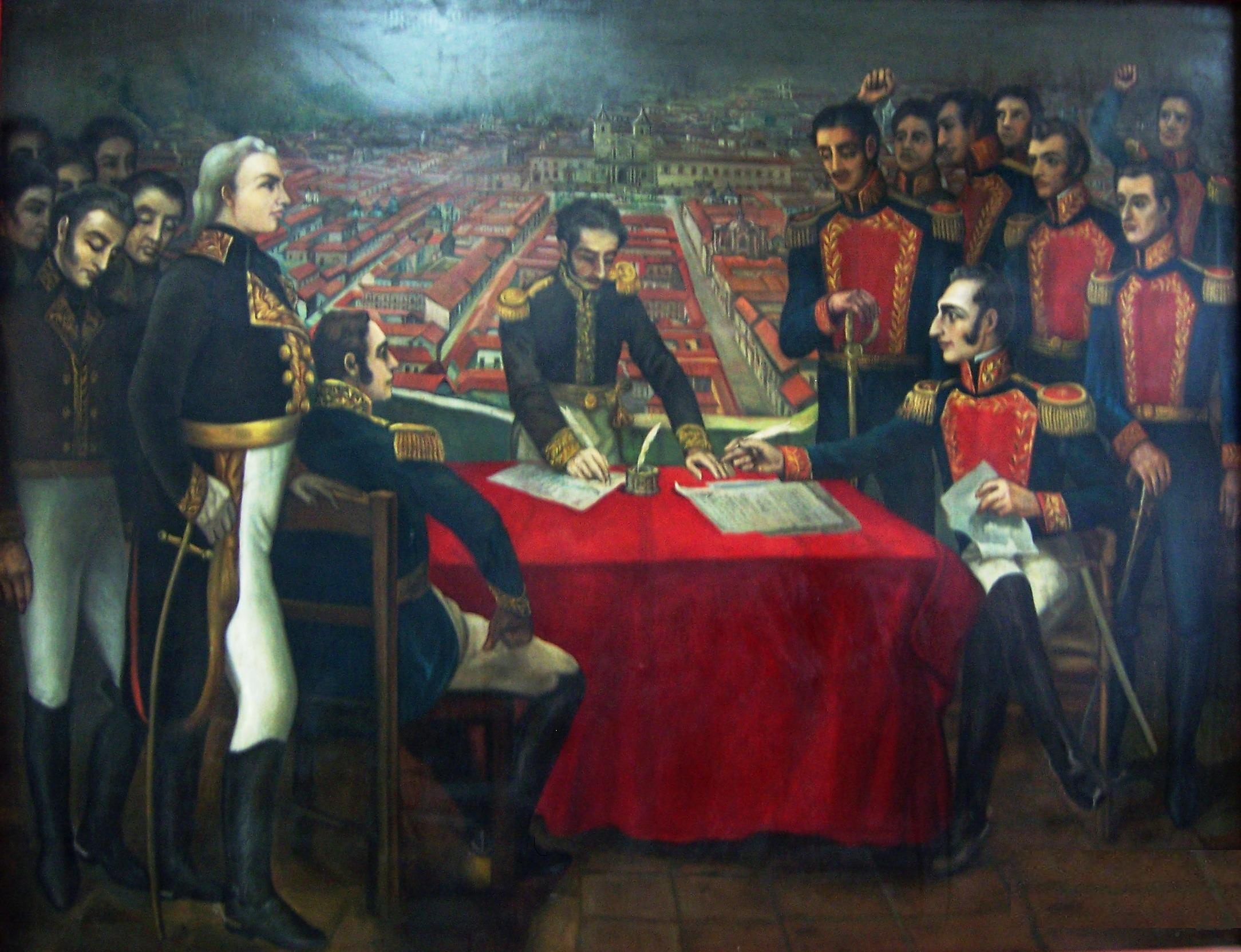
La capitulación de la batalla de Pichincha, óleo sobre lienzo de Antonio Salas.

Guayaquil inició su proceso independentista que tuvo lugar el 9 de octubre de 1820, con el propósito de romper los lazos coloniales que existían entre el territorio de la provincia de Guayaquil y el Imperio español, y que dio paso al surgimiento de la provincia Libre de Guayaquil que mantenía un gobierno propio. La independencia de Guayaquil marcó el comienzo de la guerra de independencia en la Real Audiencia de Quito como parte de las guerras emancipadoras de Hispanoamérica. Entre los factores más influyentes para su desencadenamiento se puede determinar la voluntad de los criollos, quienes poseían un alto estatus social y económico, de obtener el poder político.
Es así como la antigua Presidencia y Audiencia de Quito consigue escindirse de la metrópoli, el ejército independentista venció en la batalla de Pichincha del 24 de mayo de 1822 a las fuerzas realistas, gracias al triunfo del mariscal Antonio José de Sucre, lugarteniente de Simón Bolívar, con ayuda del Ejército Protector de Quito, formado por las tropas independentistas guayaquileñas ideadas por el poeta José Joaquín de Olmedo. El territorio de Guayaquil junto a los territorios de Quito y Cuenca pasó a formar parte de la Gran Colombia pero la gran rivalidad entre su presidente, Simón Bolívar, y su vicepresidente, Francisco de Paula Santander, y múltiples problemas internos, ocasionó la separación del Departamento de Ecuador el 13 de mayo de 1830 para crear el Ecuador y posteriormente se adhirieron los Departamentos de Guayaquil y Azuay en mayo de 1830.

### Primer siglo de la República
El conservador venezolano Juan José Flores se convirtió en el primer presidente del Ecuador. Flores fue el primer caudillo de la naciente república, gobernando entre 1830 y 1845, con la excepción de la presidencia de Vicente Rocafuerte, quien gobernó entre 1834 y 1839, gracias a un pacto con Flores. El gobierno de Flores recibió críticas por acusaciones de corrupción, manteniéndose en el poder gracias al autoritarismo. En 1832 se suscitó la Guerra del Cauca entre el Ecuador y la República de la Nueva Granada. En 5 meses la República de la Nueva Granada venció a Ecuador, luego en ese mismo año Flores no tuvo más remedio que firmar el Tratado de Pasto que puso fin a la guerra. En 1843, el gobierno floreano promulgó una constitución, denominada "Carta de la Esclavitud", con la que Flores se hizo elegir para un tercer mandato. La indignación popular hizo estallar la "Revolución marcista" en 1845, y Flores fue depuesto, instaurándose una junta de gobierno provisional.

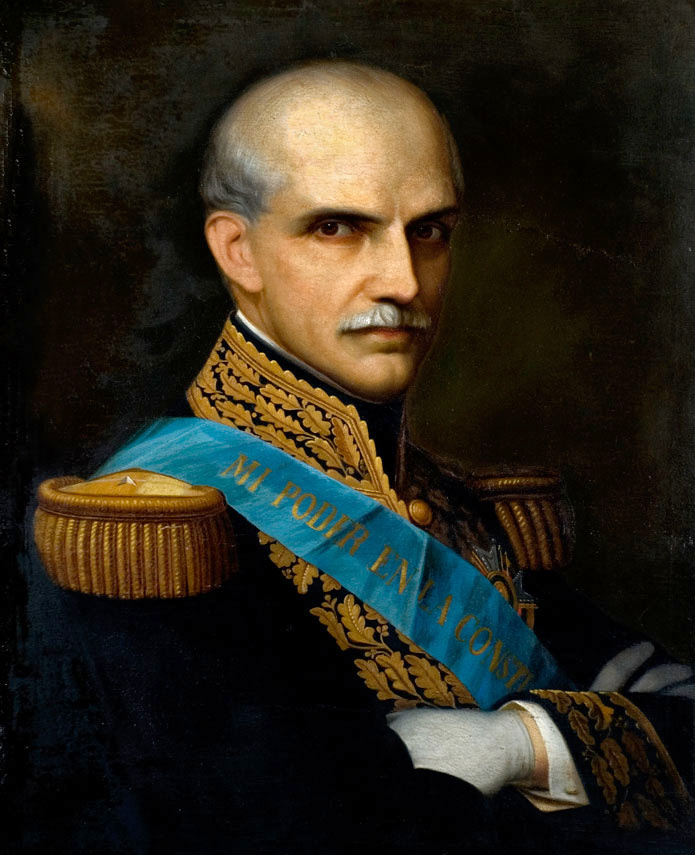
Gabriel García Moreno, presidente del Ecuador por tres periodos entre 1860 y 1875.

Los gobiernos marcistas estuvieron en el poder entre 1845 y 1859. En 1858, el Perú bloqueó la costa ecuatoriana, por lo que el presidente Francisco Robles trasladó el gobierno a Guayaquil, para defenderla de la ofensiva peruana. Es en esa coyuntura, cuando el Ecuador se resquebraja en varios gobiernos regionales: en Quito un Gobierno Provisorio liderado por Gabriel García Moreno; en Guayaquil, Robles dimite y asume Guillermo Franco Herrera como Jefe Supremo; en Loja se proclamó un Gobierno Federal, encabezado por Manuel Carrión Pinzano; y en Cuenca imitan a Loja, eligiendo como gobernante a Ramón Borrero. Estalló una guerra civil, en la que el gobierno quiteño unificó al país, derrotando a los gobiernos franquistas de Guayaquil y Cuenca. La victoria final quiteña, se dio el 24 de septiembre de 1860, con la batalla de Guayaquil.
A la época marcista le sucedió la época garciana, denominada así por la influencia ejercida por Gabriel García Moreno. Este período también incluye los mandatos de Jerónimo Carrión y Javier Espinosa y Espinosa que llegaron a la presidencia gracias al apoyo oficialista. García Moreno defendió la soberanía nacional frente a los intentos de repartirse el territorio ecuatoriano por parte de Perú y Colombia. Luchó contra el militarismo que pugnaba por llegar al poder a fuerza de las armas. Bajo su gobierno realizó obras culturales, científicas y educativas. Estableció las bases legales, económicas, administrativas, técnicas y educativas, además de forjar la identidad nacional y dar personalidad internacional al Ecuador.
Entre 1862 y 1863 en una serie de conflictos suscitó la guerra entre el Ecuador y Colombia.
A García Moreno su fuerte conservadurismo le valió una feroz oposición liberal, la cual fraguó su asesinato, acaecido el 6 de agosto de 1875, en el palacio presidencial. Existen hipótesis que implican a la masonería extranjera en el magnicidio, debido a la política católica de García Moreno.
Después de García Moreno, fue electo el liberal conservador Antonio Borrero Cortázar, sin embargo, Borrero apenas duró un año en el poder y fue derrocado por el militar liberal Ignacio de Veintemilla. En 1878, Veintemilla llamó a una constituyente, conformada únicamente por liberales, para legitimar su poder. Gobernó de manera dictatorial, estableciendo políticas anticlericales y permitiendo la corrupción. La tiranía de Veintemilla culminó con la Guerra de la Restauración, en la que conservadores y liberales opositores derrocaron a Veintemilla, estableciendo una nueva junta provisional. Dicha junta daría paso a una nueva asamblea constituyente, es así que se inicia la época progresista, en la cual la mayoría de conservadores y liberales confluyeron, teniendo el país un periodo de estabilidad política y moderado crecimiento económico, debido a la creciente producción agrícola. En 1895, durante el gobierno de Luis Cordero Crespo, se produjo el escándalo denominado "La Venta de la Bandera", acontecimiento que produjo el estallido de la Revolución Liberal, que marcó el fin de la época progresista.

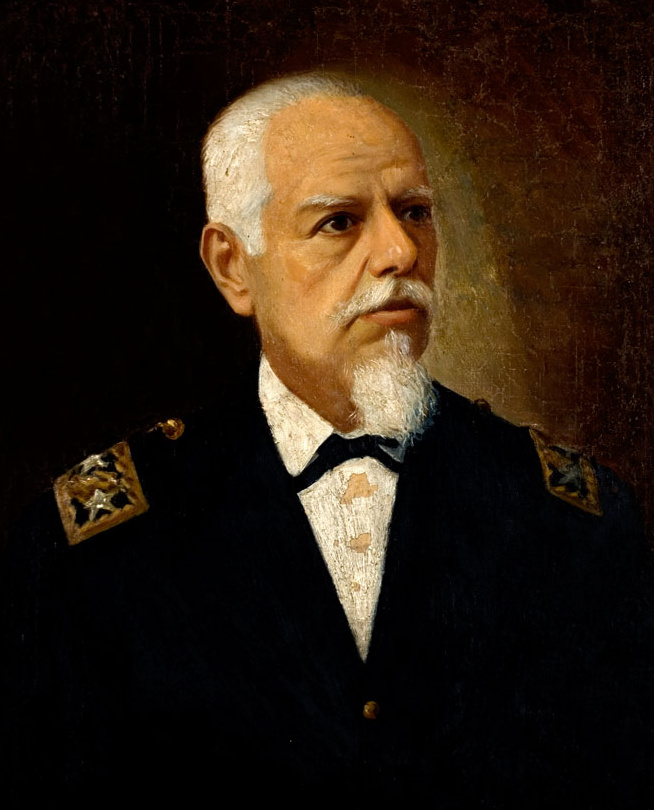
Eloy Alfaro, líder de la Revolución Liberal, presidente del Ecuador por dos periodos (1895-1901 y 1906-1911).

El liberal Eloy Alfaro tomó el poder y estableció un gobierno laicista, teniendo que entrentar una fuerte oposición conservadora. Tras su primer gobierno, Alfaro apoyó la candidatura del liberal burgués Leónidas Plaza Gutiérrez, quien truinfó en las elecciones de 1901, pero poco tiempo después surgieron diferencias entre ambos. El Partido Liberal Ecuatoriano (PLE), se encontraba dividido en la facción radical, liderada por Alfaro y la facción burguesa, liderada por Plaza; por lo que, en 1906, a los tres meses de la posesión del placista Lizardo García, Alfaro da un nuevo golpe de Estado, manteniéndose en el poder hasta 1911. En el segundo período de gobierno de Alfaro se realizaron varias reformas, entre los cuales consta la construcción de numerosas escuelas públicas, se instauró la libertad de expresión, se instituyó el laicismo, el derecho a la educación gratuita. Su mayor obra fue el Ferrocarril Transandino que unió las ciudades de Guayaquil y Quito. El sucesor de Alfaro, Emilio Estrada falleció en el cargo, e inmediatamente se instaura el segundo placismo, por lo que Alfaro planea dar un nuevo golpe de Estado; sin embargo, al llegar a Guayaquil es detenido, llevado hasta Quito y encarcelado por órdenes de Plaza. Finalmente, el 28 de enero de 1912, una turba impulsada por conservadores y liberales placistas, asesinó a Eloy Alfaro, episodio conocido como "La Hoguera Bárbara".
Con la muerte de Alfaro, se inició la época plutocrática, y Plaza se afianzó en el poder, ganando las elecciones de 1912, contando con el apoyo del sector bancario. Luego de su período de gobierno, comprendido entre los años 1912 y 1916, tuvo control absoluto sobre los gobiernos de Alfredo Baquerizo Moreno, José Luis Tamayo y Gonzalo Córdova. La plutocracia se caracterizó por un dominio total de la facción burguesa del PLE, el Banco Comercial y Agrícola de Guayaquil controlaba la economía nacional,  mientras la oposición fue duramente repimida, siendo la masacre de obreros del 15 de noviembre de 1922, durante el gobierno de Tamayo, el acontecimiento más sangriento de aquella época. El ininterrumpido control burgués terminó el 9 de julio de 1925, con el estallido de la Revolución Juliana, que derrocó al gobierno de Córdova.
Después de dos juntas provisionales, en 1926 se nombró presidente a Isidro Ayora quien expidió una nueva constitución. En su gobierno se creó el Banco Central del Ecuador, Banco de Fomento, Superintendencia de Bancos, Caja de Pensiones, Dirección Nacional de Aduanas, entre otras dependencias estatales. La Gran Depresión produjo una deflación general, que erosionó la imagen de Ayora, por lo que dimitió en 1931. Se llamó a elecciones, en las cuales venció el conservador Neptalí Bonifaz, no obstante, en una jugada política, el parlamento, dominado por el Partido Liberal Radical Ecuatoriano (PLRE), descalificó a Bonifaz a pocos días de su posesión. Ante esto, los partidarios de Bonifaz tomaron las armas y estalló la Guerra de los Cuatro Días, en la que truinfó el gobierno liberal, que se comprometió a llamar a nuevas elecciones. En dichos comicios, fue electo Juan de Dios Martínez Mera, pero destituido a los 10 meses, por fraude electoral. Se realizó una nueva elección presidencial, en las que triunfó José María Velasco Ibarra.

### Velasquismo y gobiernos militares

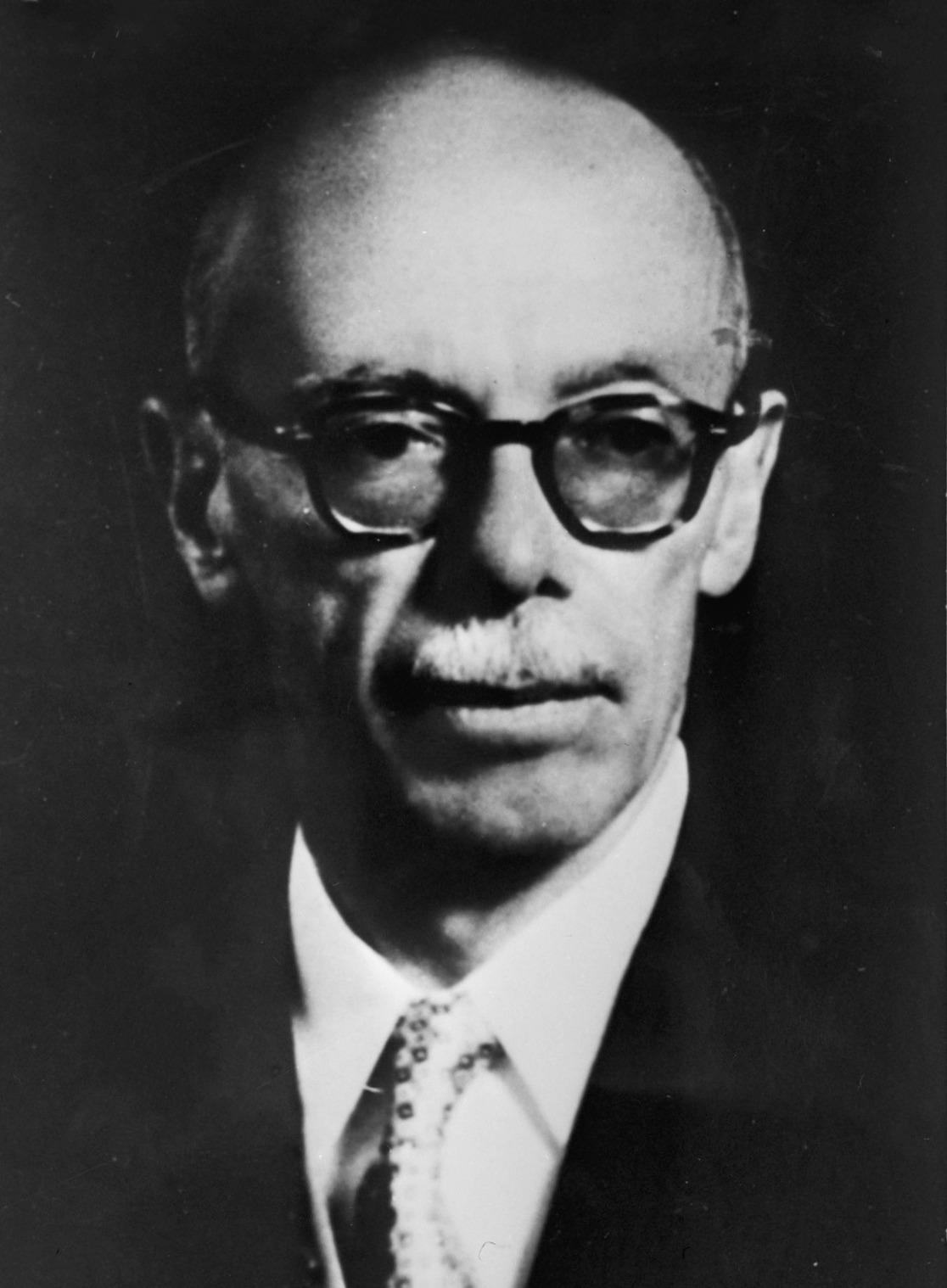
José María Velasco Ibarra, presidente del Ecuador por cinco periodos, lideró la escena política durante gran parte del.

En su primera presidencia, Velasco Ibarra fue bloqueado por la oposición liberal en el parlamento, por lo que intentó convocar a una constituyente; no obstante, fue derrocado en agosto de 1935. El PLRE recuperó el poder, mantenido por frágiles gobiernos de corta duración. En 1940, en unas cuestionadas elecciones, el liberal Carlos Arroyo del Río venció a Velasco Ibarra, el cual acusó al gobierno liberal de fraude. En 1941, el Perú nuevamente invadió el Ecuador, pero el gobierno de Arroyo del Río, fue incapaz de defender la soberanía nacional. Fue firmado el Protocolo de Río de Janeiro el 29 de enero de 1942, considerado una humillación nacional por la opinión pública, por lo que en mayo de 1944 estalló La Gloriosa, un golpe de Estado en el que se unieron conservadores, liberales disidentes, socialistas y comunistas en una coalición denominada Alianza Democrática Ecuatoriana (ADE), acabando con la hegemonía liberal. La ADE entregó el poder a Velasco Ibarra, quien llamó a una constituyente; sin embargo, las pugnas de poder continuaron, y Velasco fue derrocado por el militar Carlos Mancheno, en agosto de 1947. No obstante, Mancheno fue obligado a devolver el poder al vicepresidente Mariano Suárez Veintimilla. Suárez también dimitió y fue sucedido por Carlos Julio Arosemena Tola quien llamó a elecciones.
A partir de los comicios de 1948, el país tuvo un corto periodo de estabilidad política. En dichas elecciones, fue electo Galo Plaza Lasso, quien fue sucedido en 1952 por Velasco Ibarra. Tras el tercer velasquismo, fue electo el socialcristiano Camilo Ponce Enríquez. Durante el gobierno de Ponce, se dio la Masacre de Guayaquil de 1959, la masacre estatal más grande de la historia republicana nacional. A Ponce le sucedió Velasco Ibarra, quien fue nuevamente derrocado en noviembre de 1961. Ascendió al poder su vicepresidente, Carlos Julio Arosemena Monroy, el que fue también derrocado por un golpe de Estado militar. Los militares tomaron el poder, estableciendo una junta que, ante la presión popular, entregó el poder a Clemente Yerovi, quien permaneció en el cargo hasta la instalación de una constituyente. Dicha asamblea eligió a Otto Arosemena Gómez cuyo gobierno llamó a elecciones presidenciales. En dichos comicios, resultó electo José María Velasco Ibarra. El quinto velasquismo enfrentó nuevamente fuertes pugnas políticas, por lo que en junio de 1970, Velasco optó por la dictadura civil.
La época velasquista finalizó con el golpe de Estado de febrero de 1972, el general Guillermo Rodríguez Lara tomó el poder. La dictadura militar de Rodríguez Lara se dio en el momento en el que Ecuador vivió un boom petrolero, por lo que su gobierno gozó de solvencia económica. Sin embargo, en septiembre de 1975 enfrentó un intento de golpe de Estado dirigido por el general Raúl González; que fracasó, pero debilitó a Rodríguez Lara, por tal motivo tuvo que entregar el poder. Fue reemplazado en enero de 1976 por el Consejo Supremo de Gobierno, un triunvirato militar que sumió el poder con el objetivo de devolver el poder político a los civiles. La dictadura se mantuvo en el poder bajo una fuerte represión, siendo la Masacre de Aztra, de octubre de 1977, el episodio más sangriento de su gobierno. Los militares dilataron el retorno a la democracia, llamaron a elecciones en julio de 1978, pero el balotaje fue realizado, con mucho retraso, en abril de 1979. En aquellos comicios fue electo Jaime Roldós Aguilera.

### Historia contemporánea
Jaime Roldós asumió el poder en agosto de 1979. Gobernó con un bloqueo parlamentario, sin embargo logró realizar algunas obras de infraestructura importantes y ciertas reformas económicas. Entre enero y febrero de 1981 tuvo que afrontar un nuevo conflicto fronterizo con el Perú, el conflicto de Paquisha. Roldós falleció en el cargo, el 24 de mayo de 1981, en un cuestionado accidente aéreo. El gobierno fue asumido por el vicepresidente Osvaldo Hurtado Larrea, quien propició una agenda neoliberal, siendo artífice de la "sucretización de la deuda", medida económica con la que el estado asumió deudas externas privadas. Esta medida generó un aumento de la deuda pùblica por un monto de 4462 millones de dólares, lo que tuvo efectos negativos en la economía del país.  Fue sucedido en 1984 por el socialcristiano León Febres-Cordero, su gobierno es recordado por su enfoque firme en el control del orden público y la lucha contra el movimiento insurgente en ese período. Sin embargo su mandato también fue recordado por denuncias de violaciones a los derechos humanos, incluidas las desapariciones forzadas y la creación de «escuadrones de la muerte» dedicados a castigos y ejecuciones sumarias. La impopularidad del gobierno socialcristiano propició la elección del socialdemócrata Rodrigo Borja Cevallos en 1988. Durante la presidencia de Borja se realizó un Paro Nacional Indígena, con el que Borja acordó la distribución de 1 700 000 hectáreas a los pueblos indígenas. 

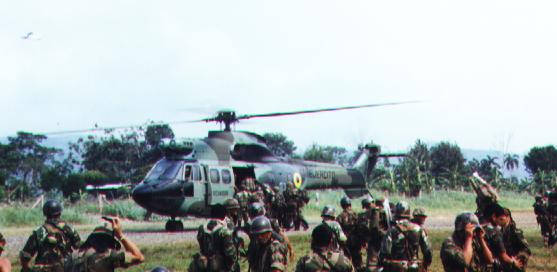
Un helicóptero ecuatoriano Super Puma realizando relevo de tropas durante la Guerra del Cenepa en 1995 contra Perú.

En 1992, fue sucedido por Sixto Durán Ballén, en cuya presidencia se implantó una política neoliberal. Esta política  estuvo marcada por un crecimiento económico en ciertos sectores, pero también por la creación de una burbuja económica, que estallaría años más tarde. Durante su gobierno, el país tuvo el último enfrentamiento con el Perú, el Conflicto del Cenepa, entre enero y febrero de 1995. Su presidencia tuvo grandes escándalos de corrupción que involucraron a miembros de su familia  y su vicepresidente, Alberto Dahik, quien huyó del país para evitar su captura. En 1996, ascendió al poder Abdalá Bucaram, cuyo gobierno duró apenas seis meses. Durante su mandato, se produjo una creciente impopularidad debido a controversias relacionadas a su comportamiento, los múltiples escándalos de corrupción y su plan económico neoliberal. La situación fue aprovechada por el Congreso, que lo destituyó en febrero de 1997, sustituyéndolo por el presidente del parlamento, Fabián Alarcón, cuando el cargo le correspondía a la vicepresidenta Rosalía Arteaga.
Se realizaron unos nuevos comicios, resultando electo Jamil Mahuad. Su gobierno continuó con el neoliberalismo de Durán-Ballén y Bucaram, lo que desató la crisis económica en Ecuador de 1999, la más grave de la historia nacional. Mahuad decretó un «feriado bancario», congelando y posteriormente devaluando los ahorros de la población. En enero de 2000, se estableció la dolarización de la economía nacional y días más tarde, Mahuad fue derrocado en un golpe de estado liderado por indígenas y militares. El poder fue asumido por el vicepresidente Gustavo Noboa, quien mantuvo las políticas de su antecesor. La crisis propició la primera ola migratoria ecuatoriana, más de dos millones de personas abandonaron el país. La economía nacional logró cierta estabilización en parte gracias a las remesas enviadas por los migrantes, que, durante inicios del siglo XXI, constituyeron buena parte de los ingresos económicos del país. A Noboa le sucedió Lucio Gutiérrez, quien ganó las elecciones de noviembre de 2002. Si bien Gutiérrez fue electo bajo una plataforma electoral de izquierda antineoliberal, una vez en el poder, estableció un gobierno neoliberal, Su gobierno se vio envuelto en múltiples denuncias de corrupción y nepotismo. En un pacto con Bucaram, defenestró la Corta Suprema de Justicia para permitir el impune retorno del expresidente. Este acto provocó la indignación popular, y Gutiérrez fue derrocado en abril de 2005, en un golpe de Estado denominado, la Rebelión de los forajidos. El periodo de Gutiérrez fue completado por su vicepresidente, Alfredo Palacio.

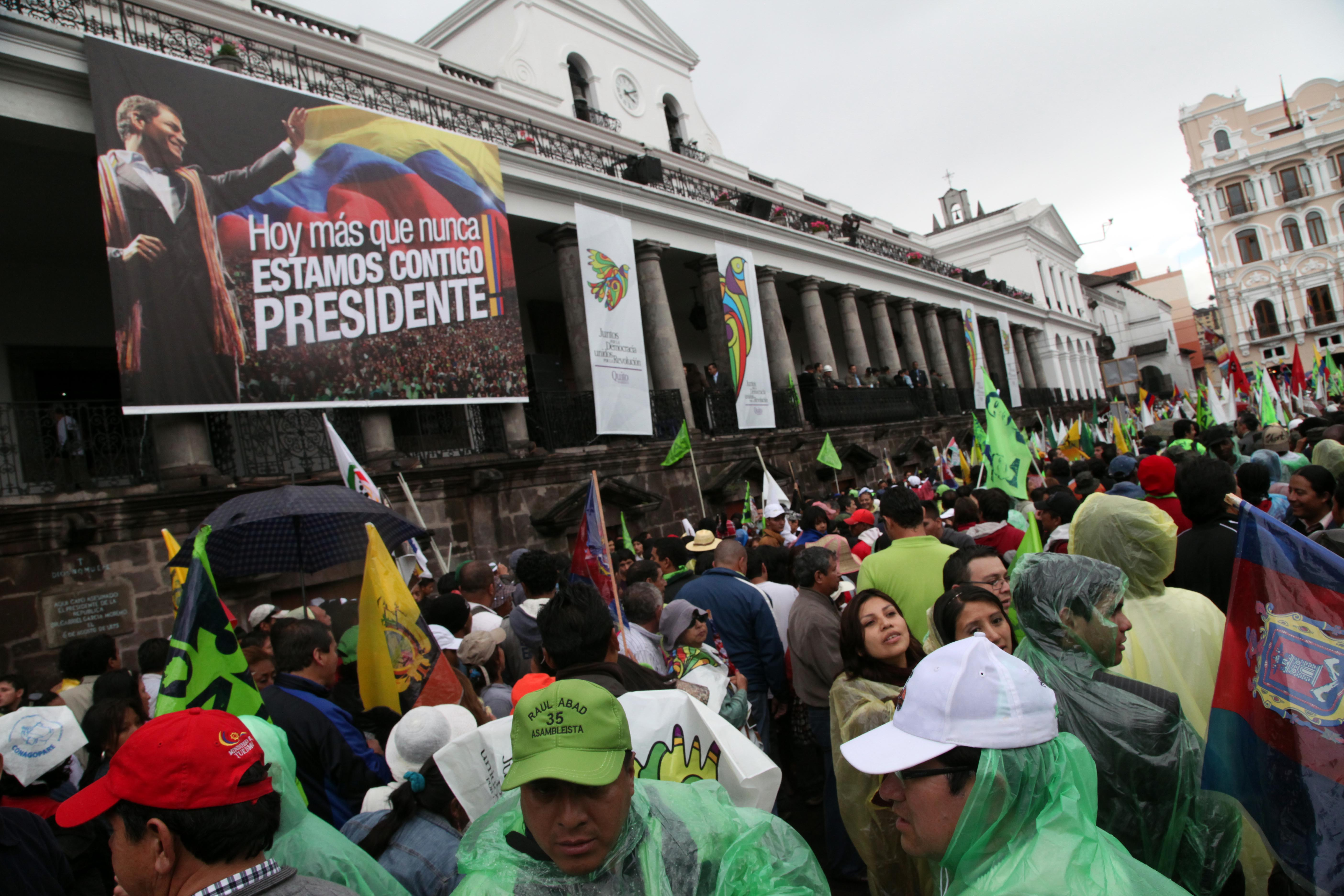
El gobierno de Rafael Correa, denominado «revolución ciudadana», se caracterizó por la estabilidad política y el desarrollo económico durante 10 años (2007-2017).

En noviembre de 2006, Rafael Correa fue elegido presidente para el período 2007-2011. El 15 de abril de 2007 se eligió a la Asamblea Constituyente, la que redactó una nueva Carta Magna, vigente desde octubre de 2008. Debido a la vigencia de una nueva Constitución, se tuvo que llamar a elecciones generales para designar a las autoridades,de ese modo el presidente Correa en 2009 fue reelegido en su cargo. El 30 de septiembre de 2010 se realizó una paralización de actividades por una parte de varios miembros Policía Nacional del Ecuador y la Fuerza Aérea Ecuatoriana. La crisis fue declarada por el gobierno como intento de golpe de Estado y fue superada al final del mismo día, con la salida del presidente Correa del Hospital de la Policía Nacional rescatado por el Ejército de Ecuador y el Grupo de Operaciones Especiales de la Policía, frustrando las intenciones de los amotinados. El incidente resultó con un saldo de 5 muertos y 274 heridos. La elección presidencial del 17 de febrero de 2013 dio como resultado la reelección de Rafael Correa con su binomio Jorge Glas con el 57,17 % de votos válidos, frente a Guillermo Lasso con el 22,66 % de votos válidos, Los otros candidatos no obtuvieron en ningún caso una votación superior al 7 %. El binomio se posesionó el 24 de mayo de 2013. 
Lenín Moreno sucedió a Correa, tras su victoria en las elecciones de 2017, asumiendo la presidencia el 24 de mayo de 2017. Durante su mandato, Moreno adoptó una postura política distinta a la de su predecesor, estableciendo políticas neoliberales que marcaron un giro en la orientación del gobierno. Es así como, en octubre del 2019, se dieron una ola de protestas contra el gobierno de Moreno. Las manifestaciones estuvieron encabezadas por organizaciones indígenas y sindicales, destacándose la Confederación de Nacionalidades Indígenas del Ecuador (Conaie). Durante las protestas el gobierno respondió con medidas de seguridad que resultaron en enfrentamientos, dejando como saldo 11 fallecidos, 1340 heridos y 1192 detenidos.
La pandemia de COVID-19 llegó a Ecuador en febrero de 2020, y el país estuvo en cuarentena desde entre marzo y septiembre de 2020. Fue así, como se llevó a cabo la elección presidencial en 2021, con medidas de bioseguridad. En dichos comicios, fue electo el banquero Guillermo Lasso, de la alianza CREO-PSC, quien asumió el poder el 24 de mayo de 2021. El gobierno de Lasso continuó las políticas neoliberales de su antecesor, incrementando considerablemente el precio de los combustibles y la canasta básica familiar; además de agravarse la crisis de seguridad que afecta al país desde el gobierno de Moreno. A consecuencia de ello, varias organizaciones indígenas, sociales y sindicales, lideradas por la Conaie, realizaron el Paro Nacional de 2022, desatando una nueva ola de movilizaciones a nivel nacional, entre del 13 al 30 de junio de 2022, en oposición a las políticas de Lasso. Al igual que en el gobierno de Moreno, se registró fuertes enfrentamientos, dejando un saldo de 8 fallecidos, 648 heridos y 158 manifestantes detenidos.

### Actualidad
En mayo de 2023, tras el estallido mediático del Caso Encuentro, en el que salieron a la luz los presuntos vínculos del gobierno de Lasso con la mafia albanesa, el parlamento aprobó un juicio político contra Guillermo Lasso. Ante su inminente destitución, Lasso disolvió el parlamento y llamó a elecciones extraordinarias, mismas que fueron ganadas por Daniel Noboa, quién asumió la presidencia del país el 23 de noviembre de 2023.

## Estado y política

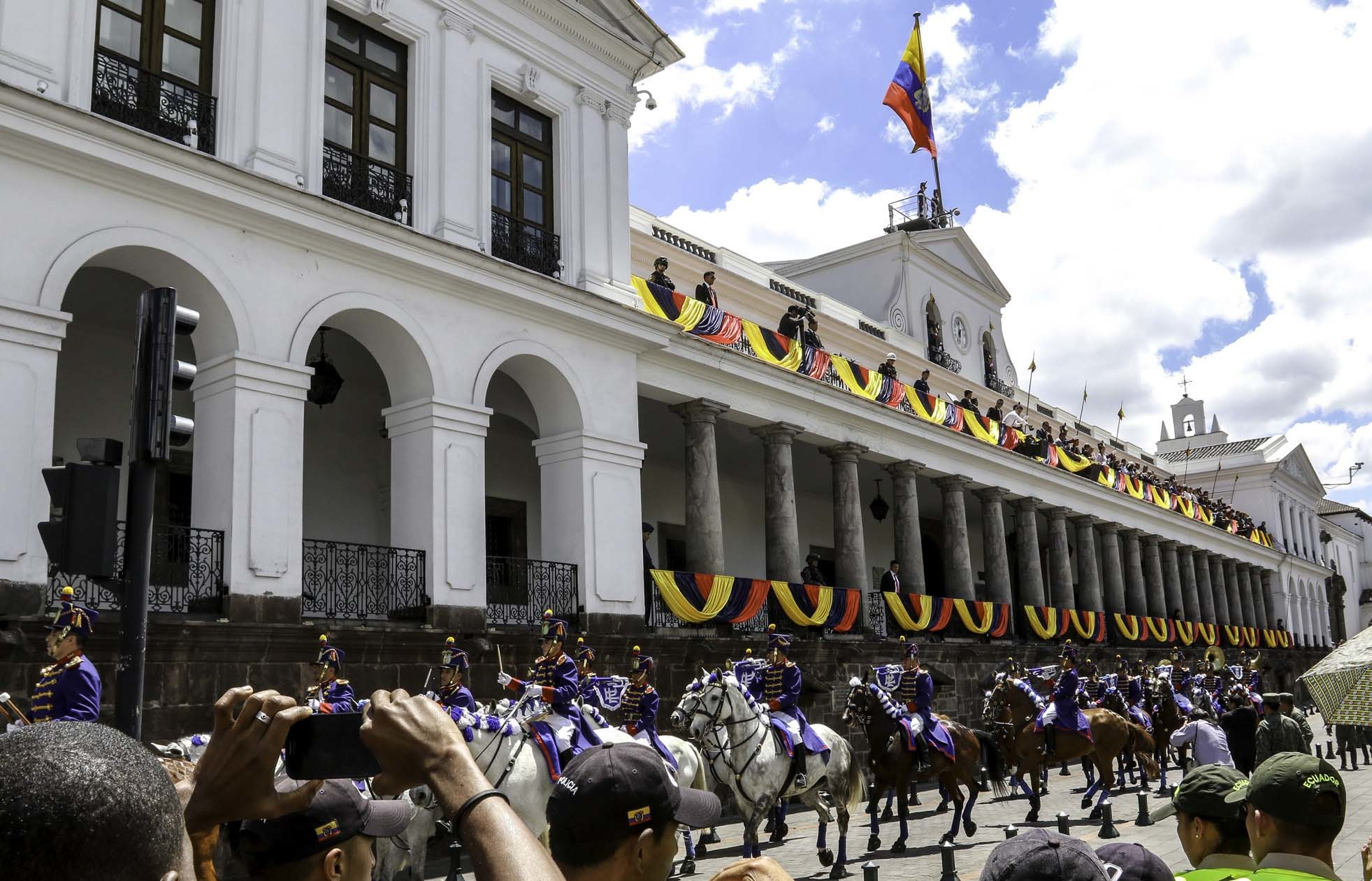
Vista del Palacio de Carondelet.

El actual Estado ecuatoriano está conformado por cinco funciones estatales: Función Ejecutiva, Función Legislativa, Función Judicial, Función Electoral y Función de Transparencia y Control Social.

### Función Ejecutiva
La función ejecutiva está delegada al presidente de la República, actualmente ejercida por Daniel Noboa Azín, acompañado de su vicepresidenta, María José Pinto, quienes fueron electos tras las elecciones presidenciales, el 13 de abril de 2025. El presidente es el jefe de Estado y de Gobierno, máximo responsable de la administración pública.
El presidente nombra a secretarios nacionales, ministros coordinadores, ministros de Estado y servidores públicos. Define la política exterior, designa al Canciller de la República, así como también embajadores y cónsules. Ejerce la máxima autoridad sobre las Fuerzas Armadas de Ecuador y la Policía Nacional de Ecuador, nombrando a sus autoridades, Según la Constitución de la república. Son atribuciones y deberes de la presidenta o presidente de la República, además de los que determine la ley: Ejercer la máxima autoridad de las Fuerzas Armadas y de la Policía Nacional y designar a los integrantes del alto mando militar y policial.

### Función Legislativa

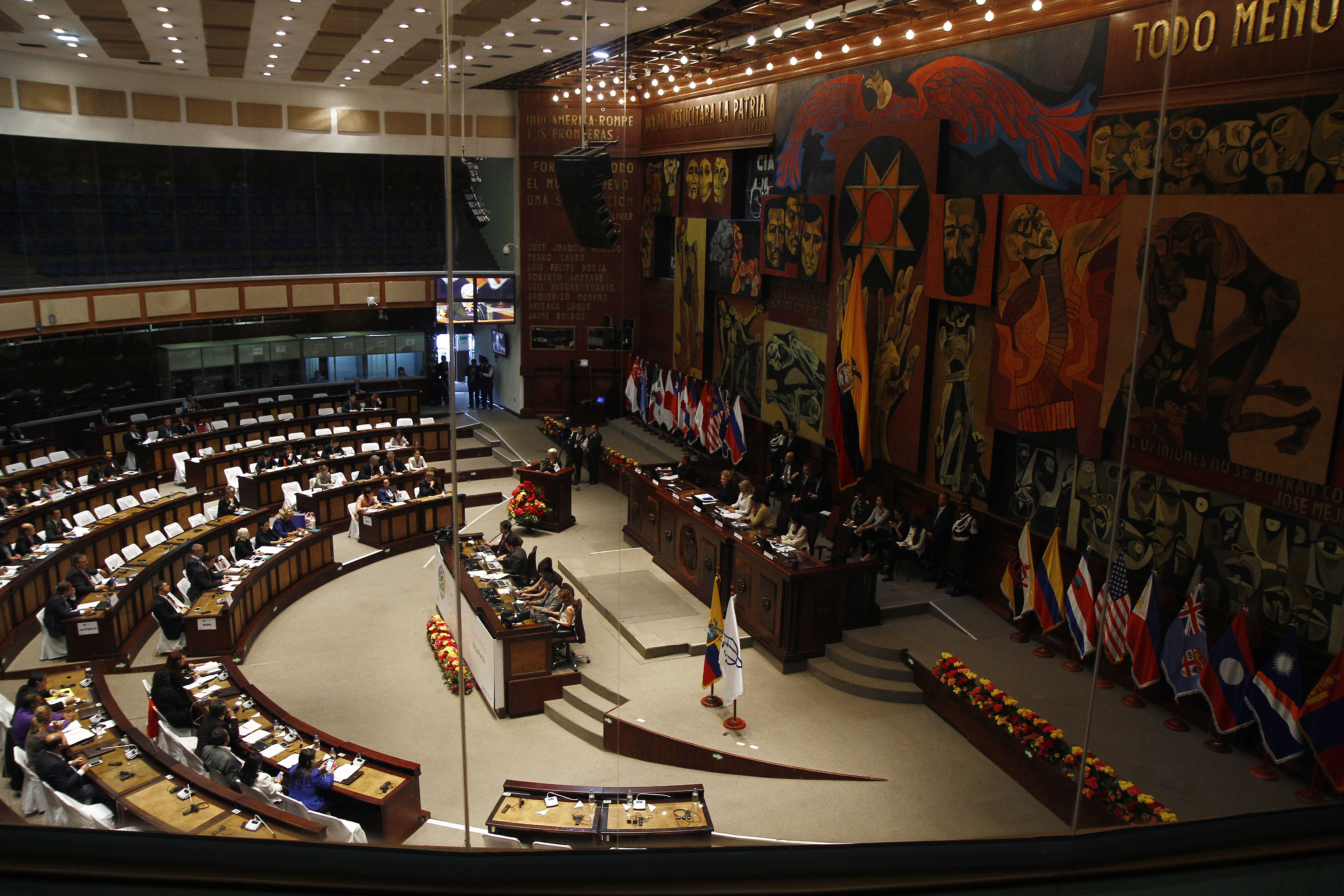
Vista del Salón Plenario Nela Martínez, Asamblea Nacional

La Función Legislativa se ejerce por la Asamblea Nacional, que tiene su sede en la ciudad de Quito en el Palacio Legislativo, y está conformada por 151 asambleístas, repartidos en diez comisiones, elegidos para un período de cuatro años. Quince asambleístas elegidos en circunscripción nacional, dos asambleístas elegidos por cada provincia, y uno más por cada doscientos mil habitantes o fracción que supere los ciento cincuenta mil, de acuerdo con el último censo nacional. Ajeno a lo anterior, la ley determinará la elección de asambleístas de regiones, de distritos metropolitanos, y además de la circunscripción del exterior. La asamblea se halla presidida actualmente por Niels Olsen.

### Función Judicial
La Función Judicial del País está conformada por el Consejo de la Judicatura como su ente principal y por Corte Nacional de Justicia, las Cortes Provinciales, los juzgados y tribunales, y los juzgados de paz. La representación jurídica la hace el Consejo de la Judicatura, sin perjuicio de la representación institucional que tiene la Corte Nacional de Justicia. La Corte Nacional de Justicia está integrada por 21 jueces elegidos para un término de nueve años. Serán renovados por tercios cada tres años, conforme lo estipulado en el Código Orgánico de la Función Judicial. Estos son elegidos por el Consejo de la Judicatura conforme a un procedimiento de oposición y méritos. No son susceptibles de reelección.
Como organismos independientes de la Función Judicial están la Fiscalía General del Estado y la Defensoría Pública. Como organismos auxiliares están: el servicio notarial, los martilladores judiciales y los depositarios judiciales. Igualmente hay un régimen especial de justicia indígena.

### Función Electoral
La Constitución de 2008 elevó al rango de función del Estado a la institucionalidad electoral, cuyo mandato es garantizar el ejercicio de los derechos políticos de la ciudadanía y promover el fortalecimiento de la democracia, mediante la organización de procesos electorales y el apoyo a las organizaciones políticas y sociales; asegurando una participación equitativa, igualitaria, paritaria, intercultural, libre, democrática y justa para elegir y ser elegidos.
Constitucionalmente, la Función Electoral está conformada por dos órganos separados, bajo principios de autonomía e independencia: el Consejo Nacional Electoral, que administra y ejecuta los procesos electorales; y, el Tribunal Contencioso Electoral, encargado de la administración de la justicia electoral. El Consejo Nacional Electoral está conformado por 5 consejeros y el Tribunal Contencioso Electoral por 5 jueces, seleccionados en ambos casos a través de concurso público de oposición y méritos, quienes ejercen sus funciones por 6 años con renovaciones parciales cada 3 años. Actualmente el Consejo Nacional Electoral se halla presidido por la presidenta Diana Atamaint.

### Función de Transparencia y Control Social
La Función de Transparencia y Control Social está conformada por: Consejo de Participación Ciudadana y Control Social, Defensoría del Pueblo, Contraloría General del Estado, y las Superintendencias. Sus autoridades ejercerán sus puestos durante cinco años. Este poder se encarga de promover planes de transparencia y control público, así como también planes para diseñar mecanismos para combatir la corrupción, como también designar a ciertas autoridades del país, y ser el mecanismo regulador de rendición de cuentas del país.

### Derechos Humanos
En materia de derechos humanos, respecto a la pertenencia a los siete organismos de la Carta Internacional de Derechos Humanos, que incluyen al Comité de Derechos Humanos (HRC), Ecuador ha firmado o ratificado:
| Ecuador | Tratados internacionales | Tratados internacionales | Tratados internacionales | Tratados internacionales | Tratados internacionales | Tratados internacionales | Tratados internacionales | Tratados internacionales | Tratados internacionales | Tratados internacionales | Tratados internacionales | Tratados internacionales | Tratados internacionales    | Tratados internacionales    | Tratados internacionales | Tratados internacionales | Tratados internacionales | Tratados internacionales |
| --- | ------------------------ | ------------------------ | ------------------------ | ------------------------ | --- | --- | ------------------------ | ------------------------ | ------------------------ | ------------------------ | ------------------------ | ------------------------ | --------------------------- | --------------------------- | ------------------------ | --- | ------------------------ | ------------------------ |
| Ecuador | CESCR                    | CESCR                    | CCPR                     | CCPR                     | CCPR | CERD | CED                      | CEDAW                    | CEDAW                    | CAT                      | CAT                      | CRC                      | CRC                         | CRC                         | CRC                      | MWC | CRPD                     | CRPD                     |
| Ecuador | CESCR                    | CESCR-OP                 | CCPR                     | CCPR-OP1                 | CCPR-OP2-DP | CERD | CED                      | CEDAW                    | CEDAW-OP                 | CAT                      | CAT-OP                   | CRC                      | CRC-OP-AC                   | CRC-OP-SC                   | CRC-OP-CP                | MWC | CRPD                     | CRPD-OP                  |
| Pertenencia | Firmado y ratificado.    | Sin información.         | Firmado y ratificado.    | Firmado y ratificado.    | Ecuador ha reconocido la competencia de recibir y procesar comunicaciones individuales por parte de los órganos competentes. | Ecuador ha reconocido la competencia de recibir y procesar comunicaciones individuales por parte de los órganos competentes. | Firmado y ratificado.    | Firmado y ratificado.    | Firmado y ratificado.    | Firmado y ratificado.    | Firmado y ratificado.    | Firmado y ratificado.    | Firmado pero no ratificado. | Firmado pero no ratificado. | Sin información.         | Ecuador ha reconocido la competencia de recibir y procesar comunicaciones individuales por parte de los órganos competentes. | Firmado y ratificado.    | Firmado y ratificado.    |
| Firmado y ratificado, firmado, pero no ratificado, ni firmado ni ratificado, sin información, ha accedido a firmar y ratificar el órgano en cuestión, pero también reconoce la competencia de recibir y procesar comunicaciones individuales por parte de los órganos competentes. |                          |                          |                          |                          | | |                          |                          |                          |                          |                          |                          |                             |                             |                          | |                          |                          |

### Defensa

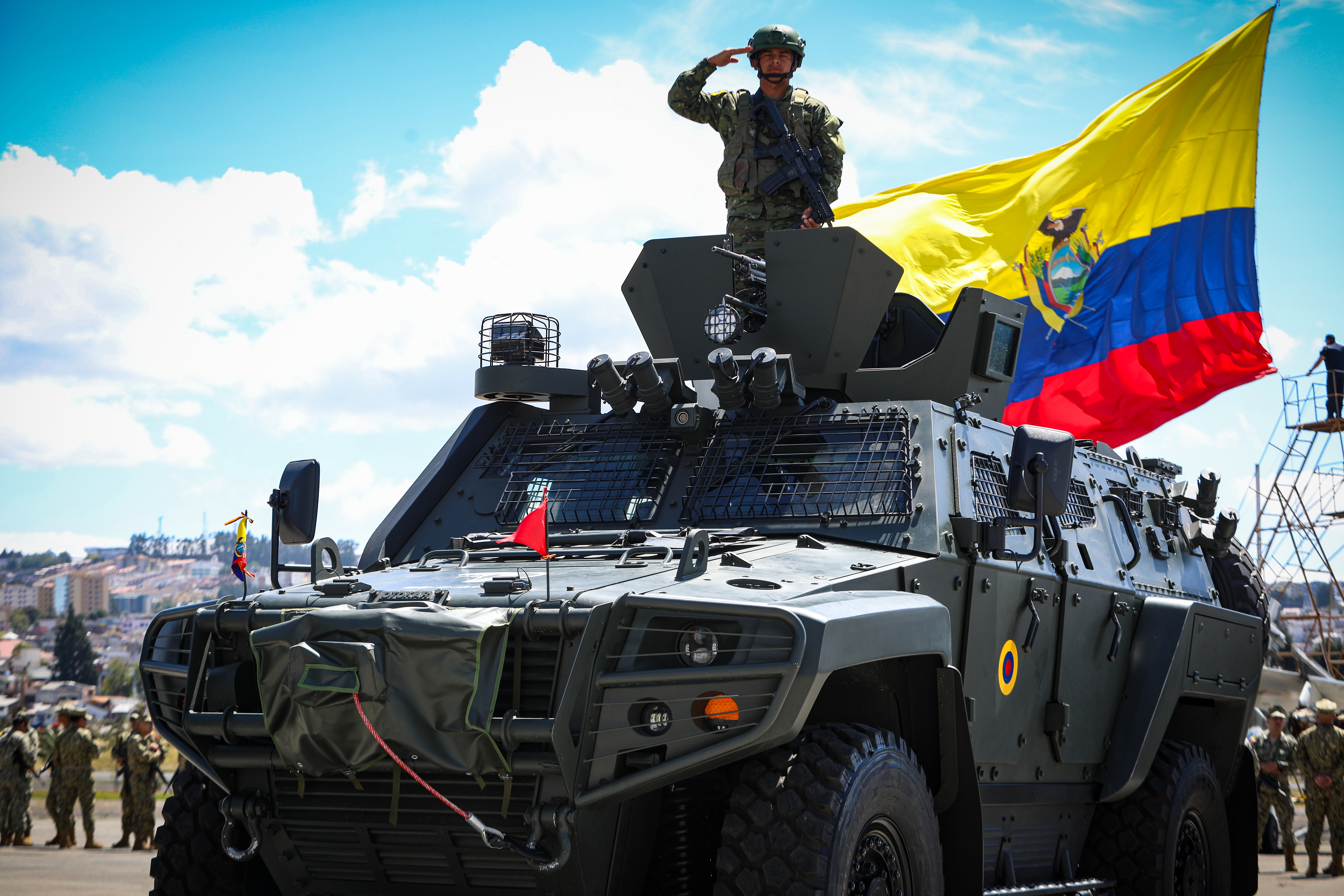
Otokar Cobra del Ejército del Ecuador.

La defensa del país está a cargo de las Fuerzas Armadas del Ecuador que contiene 3 ramas, Ejército del Ecuador, Fuerza Aérea Ecuatoriana y Armada del Ecuador que son parte de la fuerza pública y responsable de la integridad y la soberanía del territorio nacional cuentan con un número de 167 910 efectivos activos y 185 000 en reservas dentro de las Fuerzas Terrestres, la Armada y a la Fuerza Aérea. Poseen armamento comprado a Reino Unido, Chile, Francia, Estados Unidos, Sudáfrica y Brasil.
Se trata de la participación en el sector social y el desarrollo económico del país y la prestación de asistencia en el mantenimiento del orden interno. Sus tareas incluyen la lucha contra el crimen organizado, tráfico de drogas, y operaciones de lucha contra la migración ilegal. Aplica programas de desarrollo social como la disposición de los profesores para las escuelas rurales a través de un acuerdo con el Ministerio de Educación.
La protección ambiental es también una prioridad, se implementaron varios programas como: Nacional de Forestación y Ornato, Lonely Tree, Vigilancia Verde, Fire Plan Ecuador Forestal y Reserva Militar Arenillas. Las Fuerzas Armadas son una parte esencial de la infraestructura de los países y por lo tanto muy apreciada por la sociedad. El territorio ecuatoriano está dividido en cinco regiones militares denominadas «Fuerzas de Tarea Conjunta», cuatro en el territorio continental, y el quinto es la Base Naval de la zona insular (incluida las islas Galápagos). Los Territorios de ultramar incluyen también la Base Pedro Vicente Maldonado en la Antártica.
Además, el Ecuador es el segundo país que más gasta en defensa con relación a su PIB, de entre los países de Sudamérica que destinó el 2.38 % de su PIB a las Fuerzas Armadas en el año 2018. El exministro de Defensa Fernando Cordero, en 2012, justificó que el gasto se dirige al mantenimiento del personal.

## Organización territorial

### División administrativa

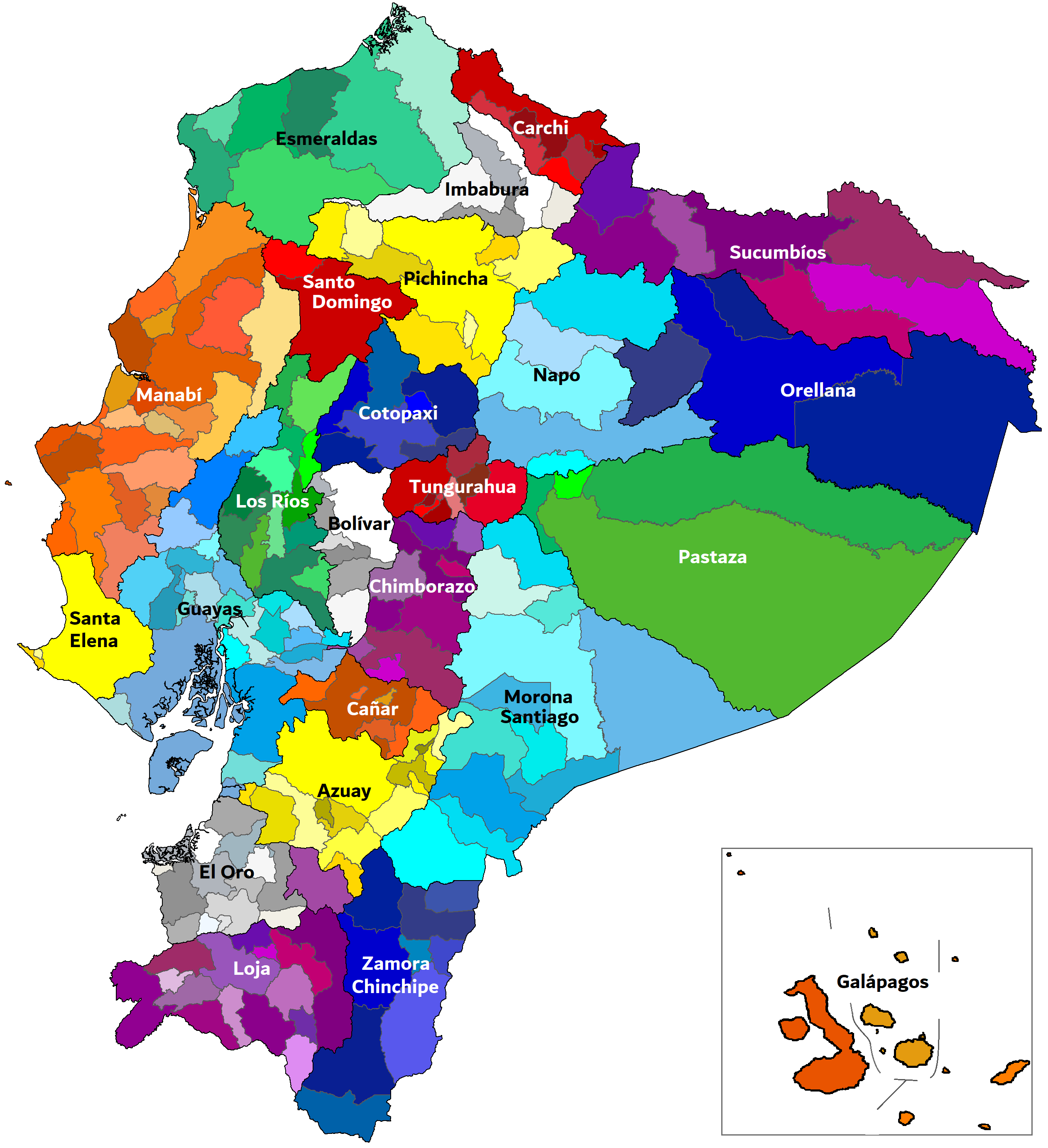
Cantones de la República del Ecuador.

El territorio de Ecuador se divide en: Parroquias (urbanas o rurales), que conforman los Cantones, estos las Provincias, y a su vez las Regiones Administrativas. Cada una de estas entidades y los Distritos Metropolitanos tienen un Gobierno Autónomo Descentralizado, encargado de ejecutar políticas dentro de su ámbito.

Art. 242.- El Estado se organiza territorialmente en regiones, provincias, cantones y parroquias rurales. Por razones de conservación ambiental, étnico culturales o de población podrán constituirse regímenes especiales.
Los distritos metropolitanos autónomos, la provincia de Galápagos y las circunscripciones territoriales indígenas y pluriculturales serán regímenes especiales.
Constitución del Ecuador de 2008

#### Parroquias
Las parroquias son las divisiones de cuarto nivel en Ecuador, siendo en total 1499 de estas. Son entidades similares a los municipios o comunas en otros países, diferenciadas a su vez en urbanas (359 que conforman ciudades o son parte de ciudades) y rurales (1140 que técnicamente pueden suburbanas o totalmente rurales). Las parroquias están en manos de un Gobierno o Junta parroquial de cinco vocales elegidos por sufragio universal, que es presidida por el vocal que alcanza la votación más alta, llamado presidente de la Junta parroquial.

#### Cantones
Los cantones son las unidades territoriales de tercer nivel en Ecuador, conformadas por 222 en total. Al frente de estos existe un Gobierno Autónomo Descentralizado Municipal (GADM), comúnmente conocidos como municipios, compuesto por un alcalde y un Concejo integrado por concejales urbanos y rurales, electos todos por sufragio universal; posterior a la incorporación del concejo municipal se elige un vicealcalde de entre los concejales electos.

#### Provincias
| Provincias del Ecuador | Provincias del Ecuador         | Provincias del Ecuador | Provincias del Ecuador | Provincias del Ecuador                                                                         | Provincias del Ecuador  |
| --- | ------------------------------ | ---------------------- | ---------------------- | ---------------------------------------------------------------------------------------------- | ----------------------- |
| Santo Domingo de los Tsáchilas El Oro Imbabura Pastaza Tungurahua Carchi Pichincha Sucumbíos Guayas Santa Elena Napo Orellana Cañar Morona Santiago Esmeraldas Azuay Los Ríos Bolívar Chimborazo Zamora Chinchipe Cotopaxi Loja Manabí Colombia Perú Océano Pacífico Golfo de Guayaquil Galápagos |                                |                        |                        |                                                                                                |                         |
| Provincia | Provincia                      | Superficie (km²)       | Población (2022)       | Capital                                                                                        | Capital                 |
| Bandera de Azuay | Azuay                          | 8310                   | 801 609                | Bandera de Cuenca (Ecuador)                                                                    | Cuenca                  |
| Bandera de Bolívar | Bolívar                        | 3945                   | 199 078                | [[Archivo:\|class=notpageimage noviewer\|20x20px\|border\|Bandera de Guaranda]]                | Guaranda                |
| Bandera de Cañar | Cañar                          | 3232                   | 227 578                | [[Archivo:\|class=notpageimage noviewer\|20x20px\|border\|Bandera de Azogues]]                 | Azogues                 |
| Bandera de Carchi | Carchi                         | 3780                   | 172 828                | Bandera de Tulcán                                                                              | Tulcán                  |
| Bandera de Chimborazo | Chimborazo                     | 6108                   | 471 933                | Bandera de Riobamba                                                                            | Riobamba                |
| Bandera de Cotopaxi | Cotopaxi                       | 6500                   | 470 210                | [[Archivo:\|class=notpageimage noviewer\|20x20px\|border\|Bandera de Latacunga]]               | Latacunga               |
| Bandera de El Oro | El Oro                         | 5767                   | 714 592                | Bandera de Machala                                                                             | Machala                 |
| Bandera de Esmeraldas | Esmeraldas                     | 15 809                 | 553 900                | [[Archivo:\|class=notpageimage noviewer\|20x20px\|border\|Bandera de Esmeraldas (Ecuador)]]    | Esmeraldas              |
| Bandera de Galápagos | Galápagos                      | 8010                   | 28 583                 |                                                                                                | Puerto Baquerizo Moreno |
| Bandera de Guayas | Guayas                         | 15 515                 | 4 391 923              | Bandera de Guayaquil                                                                           | Guayaquil               |
| Bandera de Provincia de Imbabura | Imbabura                       | 4712                   | 469 879                | [[Archivo:\|class=notpageimage noviewer\|20x20px\|border\|Bandera de Ibarra]]                  | Ibarra                  |
| Bandera de Loja | Loja                           | 11 063                 | 485 421                | [[Archivo:\|class=notpageimage noviewer\|20x20px\|border\|Bandera de Loja (Ecuador)]]          | Loja                    |
| Bandera de Los Ríos | Los Ríos                       | 7205                   | 898 652                | [[Archivo:\|class=notpageimage noviewer\|20x20px\|border\|Bandera de Babahoyo]]                | Babahoyo                |
| Bandera de Manabí | Manabí                         | 19 428                 | 1 592 840              | Bandera de Portoviejo                                                                          | Portoviejo              |
| Bandera de Morona Santiago | Morona Santiago                | 25 690                 | 192 508                | [[Archivo:\|class=notpageimage noviewer\|20x20px\|border\|Bandera de Macas]]                   | Macas                   |
| Bandera de Napo | Napo                           | 12 543                 | 131 672                | [[Archivo:\|class=notpageimage noviewer\|20x20px\|border\|Bandera de Tena]]                    | Tena                    |
| Bandera de Orellana | Orellana                       | 21 692                 | 182 166                | Bandera de El Coca                                                                             | Coca                    |
| Bandera de Pastaza | Pastaza                        | 29 641                 | 111 915                | [[Archivo:\|class=notpageimage noviewer\|20x20px\|border\|Bandera de Puyo]]                    | Puyo                    |
| Bandera de Pichincha | Pichincha                      | 9536                   | 3 089 473              | Bandera de Quito                                                                               | Quito                   |
| Bandera de Santa Elena (provincia) | Santa Elena                    | 3690                   | 385 735                | [[Archivo:\|class=notpageimage noviewer\|20x20px\|border\|Bandera de Santa Elena (Ecuador)]]   | Santa Elena             |
| Bandera de Santo Domingo de los Tsáchilas | Santo Domingo de los Tsáchilas | 3770                   | 492 969                | [[Archivo:\|class=notpageimage noviewer\|20x20px\|border\|Bandera de Santo Domingo (Ecuador)]] | Santo Domingo           |
| Bandera de Sucumbíos | Sucumbíos                      | 18 084                 | 199 014                | Bandera de Lago Agrio                                                                          | Nueva Loja              |
| Bandera de Tungurahua | Tungurahua                     | 3386                   | 563 532                | Bandera de Ambato                                                                              | Ambato                  |
| Bandera de Zamora Chinchipe | Zamora Chinchipe               | 10 584                 | 110 973                | [[Archivo:\|class=notpageimage noviewer\|20x20px\|border\|Bandera de Zamora (Ecuador)]]        | Zamora                  |

La República de Ecuador se divide en 24 provincias que son las unidades territoriales de segundo nivel. Las provincias eligen un prefecto y viceprefecto provincial, quienes ejercen el gobierno local junto con un Gobierno provincial integrado por todos los alcaldes de los cantones que componen la provincia.

#### Regiones Administrativas
La extinta Secretaría Nacional de Planificación y Desarrollo del Ecuador (SENPLADES) conformó distintos niveles administrativos de planificación: zonas, distritos y circuitos a nivel nacional; que según el organismo permitirían una mejor distribución de los recursos y atención a necesidades de cada zona, esta conformación no implicaba eliminar las provincias, cantones o parroquias. Sin embargo, nunca se logró consolidar tal distribución territorial por falta de interés e iniciativa por los gobiernos locales. Las únicas regiones que se lograron consolidar fueron el Régimen Especial de la provincia de Galápagos y el distrito metropolitano de Quito.
Las zonas estarían conformadas por provincias, de acuerdo con una proximidad geográfica, cultural y económica. Hay siete zonas de planificación, dos distritos metropolitanos (Quito y Guayaquil) y el Régimen especial de Galápagos. Cada zona estaría, constituida por distritos y estos a su vez por circuitos. Desde este nivel se coordinaría estratégicamente las entidades del sector público, a través de la gestión de la planificación para el diseño de políticas en el área de su jurisdicción.
El distrito es la unidad básica de planificación y prestación de servicios públicos. Coincide con el cantón o unión de cantones. Se han conformado 140 distritos en el país. Cada distrito tiene un promedio de 90 000 habitantes. Sin embargo, para cantones cuya población es muy alta como Quito, Guayaquil, Cuenca, Ambato y Santo Domingo se establecen distritos dentro de ellos.
El circuito es la localidad donde el conjunto de servicios públicos de calidad está al alcance de la ciudadanía, está conformada por la presencia de varios establecimientos en un territorio dentro de un distrito. Corresponde a una parroquia o conjunto de parroquias, existen 1134 circuitos con un promedio de 11 000 habitantes.
Las zonas, distritos y circuitos serían niveles desconcentrados para la administración y planificación de los servicios públicos de algunos ministerios de la Función Ejecutiva. Fueron conformados respetando la división política administrativa, es decir, corresponde a una nueva forma de planificación en el territorio mas no a nuevos niveles de gobierno. Por lo tanto, los niveles de gobierno conservan autonomía y gobernabilidad a nivel de las provincias, cantones y parroquias.
Por constitución se intenta llevar a las mismas a un sistema de autonomías mediante la elección por sufragio universal de gobernadores regionales y un cuerpo de Consejeros, con el objeto de atender políticas de desarrollo complementario entre provincias, enfocado a áreas turísticas, de inversión, comercio, etc. En Ecuador existirían así siete zonas, conformadas cada una por las siguientes provincias:
| 1 Región Norte | 2 Región Centro Norte | 3 Región Centro | 4 Región Pacífico              | 5 Región Litoral | 6 Región Centro Sur | 7 Región Sur     |  |
| Carchi         | Napo                  | Chimborazo      | Manabí                         | Bolívar          | Azuay               | El Oro           |  |
| Esmeraldas     | Pichincha             | Cotopaxi        | Santo Domingo de los Tsáchilas | Guayas           | Cañar               | Loja             |  |
| Imbabura       | Orellana              | Pastaza         |                                | Los Ríos         | Morona Santiago     | Zamora Chinchipe |  |
| Sucumbíos      |                       | Tungurahua      |                                | Santa Elena      |                     |                  |  |

Además:

8:  Distrito Metropolitano de Guayaquil: Guayaquil, Durán, Samborondón

9:  Distrito Metropolitano de Quito: Quito (ya conformado)

10:  Régimen Especial de Galápagos

### Mar Territorial
Actualmente el Territorio Total Ecuatoriano tiene un tamaño de 1.349.357,07 km2 (El territorio total es la suma del territorio terrestre más el territorio marítimo) Según el desglose de este Territorio Total proveído por el INOCAR y la Armada del Ecuador el territorio marítimo tiene una extensión de 1.092.140 km2 mientras que el Territorio Terrestre una extensión de 283.561 km2. Ecuador es reconocido por ser uno de los países con mayor mar territorial de Latinoamérica mientras también conocido por tener 4 veces más territorio marítimo que territorio terrestre.
Tras frecuentes problemas de pesca ilegal internacional conformada principalmente de barcos con bandera china a las afueras de la Zona Económica Exclusiva (ZEE) de las Islas Galápagos atentando contra la vida de especies marinas protegidas y el peligro de extinción, el gobierno ecuatoriano decide dar una propuesta ante la ONU y la CONVEMAR para extender su mar territorial a tal punto en que se evite y combata este tipo de pesca que tras muchos años es inevitable debido a que estos se ubican en aguas internacionales estratégicas. Según se estima que este proyecto sea establecido y aprobado a mediados de 2026.

## Geografía
Ecuador se encuentra sobre la línea ecuatorial terrestre por lo cual su territorio se encuentra en ambos hemisferios. Comprende dos espacios distantes entre sí: el territorio continental al noroeste de América del Sur con algunas islas adyacentes a la costa y, el archipiélago o provincia insular de Galápagos, que se encuentra a ~1000 kilómetros de distancia de la costa continental en el océano Pacífico.

### Relieve
Las principales unidades geomorfológicas del país son la llanura costera al norte del golfo de Guayaquil, la sección de la cordillera de los Andes en el centro del país y un extenso sector de la llanuras y penillanuras amazónicas ubicadas en las estribaciones orientales de los Andes.
Hacia el suroeste se ubica el golfo de Guayaquil, donde desemboca el río Guayas en el océano Pacífico. Muy cerca de Quito, la capital, sobre la cordillera de los Andes, se alza el Cotopaxi, uno de los volcanes activos más altos del mundo.
El punto más alto del Ecuador es el volcán Chimborazo, con 6310 m s. n. m. y cuya cima es el lugar más lejano al núcleo de la tierra debido a la silueta elíptica del planeta, además es el punto más alejado del centro de la Tierra, es decir, el punto más cercano al espacio exterior, razón por la cual es llamado como «el punto más cercano al Sol», debido a que el diámetro terrestre en la latitud ecuatorial es mayor que en la latitud del Everest (aproximadamente 28.º al norte). En la zona estatal de Ecuador hay 22 montañas de más de 3500 metros de altitud que están todas en los Andes. Se extienden sobre las dos cordilleras, la Occidental y la Oriental o Real.

### Hidrografía
Ecuador es el país con más ríos por metro cuadrado del mundo. La cordillera andina es el divortium aquarum entre la cuenca hidrográfica del río Amazonas, que discurre hacia el este, y del Pacífico, que incluye de norte a sur los ríos: Mataje, Santiago, Esmeraldas, Chone, Guayas, Jubones y Puyango-Tumbes.
Casi todos los ríos de Ecuador se forman en la región de la sierra y fluyen al este hacia el río Amazonas o al oeste hacia el océano Pacífico. Los ríos nacen del deshielo en los bordes de los picos nevados o de las abundantes precipitaciones que caen en las zonas más altas. En la región de la sierra, los arroyos y los ríos son estrechos y fluyen rápidamente por las laderas precipitadas. Los ríos pueden ralentizarse y ensancharse al cruzar las hoyas, pero vuelven a ser rápidos cuando fluyen desde las alturas de los Andes hacia las elevaciones más bajas de las otras regiones. Los ríos de las tierras altas se ensanchan al entrar en las zonas más llanas de la Costa y Oriente.
En la Costa, el litoral externo tiene en su mayoría ríos intermitentes que se alimentan de las lluvias constantes de diciembre a mayo y se convierten en cauces vacíos durante la estación seca. Las pocas excepciones son los ríos más largos y perennes que fluyen a lo largo de la costa externa desde la costa interna y la sierra en su camino hacia el océano Pacífico. La costa interna, por el contrario, está atravesada por ríos perennes que pueden desbordarse durante la temporada de lluvias, formando a veces pantanos.
Los principales ríos de Oriente son el Pastaza, el Napo y el Putumayo. El Pastaza está formado por la confluencia de los ríos Chambo y Patate, que nacen en la sierra. En el Pastaza se encuentra la cascada de Agoyán, que con sesenta y un metros es la más alta de Ecuador. El Napo nace cerca del monte Cotopaxi y es el principal río utilizado para el transporte en las tierras bajas del este. La anchura del Napo oscila entre 500 y 1800 m. En su curso superior, el Napo fluye rápidamente hasta la confluencia con uno de sus principales afluentes, el río Coca, donde se ralentiza y se nivela. El Putumayo forma parte de la frontera con Colombia. Todos estos ríos desembocan en el río Amazonas. Las Islas Galápagos no tienen ríos importantes. Sin embargo, varias de las islas más grandes tienen manantiales de agua dulce, aunque están rodeadas por el océano Pacífico.

### Clima
El país posee una variedad climática amplia, pues su ubicación geográfica (zona ecuatorial), su orografía (la presencia de los Andes), la influencia de la selva amazónica, y del océano Pacífico incluido La Niña que se correlaciona con sequías periódicas y el Niño que se correlaciona con fuertes lluvias, estos factores hacen que las precipitaciones varien de un año a otro, le confieren muchas modificaciones y pisos altitudinales con características propias. Según la clasificación climática de Köppen en Ecuador se han identificado once tipos de climas ostensiblemente diferentes.
La región litoral del país posee zonas climáticas amplias, favorecidas por sus llanuras costeras, y sus cordilleras pre montañas, aquí es muy claro el patrón, el norte es muy húmedo, y mientras se desciende se torna cada vez más seco; así, se identifican cinco climas claros (todos cálidos). La región interandina posee zonas climáticas más bien esporádicas, irregulares y muy diversas, donde son los Andes su principal influencia, aquí es más difuso hablar de una zonificación climática, aunque por lo general mientras más al norte y al este más húmedo, y mientras más al sur y al oeste más seco, con salvas excepciones, aquí se identifican siete climas (dos cálidos, tres templados y dos fríos). La región oriental del país posee una consistencia mucho más basta que la costa, con un predominio zonal extenso de sus climas, todos húmedos, así se identifican tres (dos cálidos y uno templado). Por último, la región insular, es la más proclive a desarrollar microclimas, y es mucho más irregular y diversa que la sierra, pues en su reducida extensión se identifican cinco climas esparcidos por sus islas y sus altitudes, en general mientras más baja es esta, el clima es más seco, y mientras se asciende se torna más húmedo.

### Biodiversidad

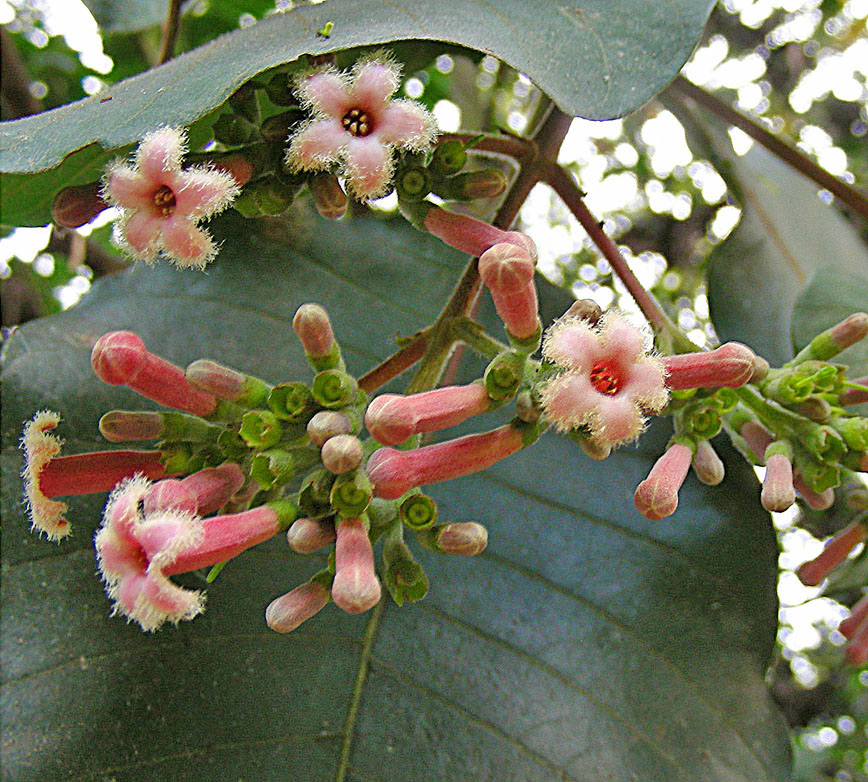
La planta nacional de Ecuador es la quina o cascarilla, decretada como tal bajo la presidencia de Federico Páez, en 1936.

La biodiversidad de Ecuador se debe a distintos fenómenos geográficos y climáticos que han estimulado la proliferación de una gran variedad de especies. El país se ubica en plena zona tropical y es atravesado por la Cordillera de los Andes, las costas están condicionadas por la corriente fría de Humboldt y la cálida de El Niño; todos estos factores explican los tipos de vegetación, ecosistemas y variedad de climas. Debido a tales factores el Ecuador se encuentra dentro de la lista de países megadiversos.

#### Flora y fauna
El bosque tropical húmedo es el bioma predominante en el territorio nacional. La altitud condiciona la composición florística en la región, es decir, es un factor que condiciona la formación vegetal. En la parte continental, al noroccidente y la Amazonía son las zonas con mayor diversidad, porque poseen un mayor volumen de árboles y plantas endémicas, por otro lado.

##### Galápagos
El archipiélago de Colón posee una gran variedad de especies endémicas, que en su momento han sido objeto de estudios por el naturalista inglés Charles Darwin, que propiciaron la materialización de la teoría de la evolución por selección natural. Las islas han ganado fama a nivel mundial debido a la particularidad de su fauna, especialmente de las tortugas conocidas como «Galápagos».
En 1986, la Unesco declara como Patrimonio de la Humanidad a la reserva marina delimitada al mar circundante del archipiélago. En 1978, y en diciembre de 2001 se amplia esta declaración.

##### Costa
En la región se distinguen dos zonas de formación vegetal, en la zona norte con bosques húmedos, similar a de la región amazónica u oriental, y al sur, el bosque seco tropical que alberga diversidad de plantas endémicas, además de manglares a lo largo del perfil costero del territorio nacional continental e insular; la región litoral sufre de un proceso constante de desertificación debido a altas tasas de deforestación por cambio del uso de suelo, amenazando la diversidad florística.
Los bosques húmedos tropicales del Chocó se extienden en toda la provincia de Esmeraldas y partes de las provincias que limitan con estas, en Ecuador y Colombia este bosque se distribuye por el perfil costanero hasta los piedemonte de la cordillera de los Andes, son consideradas como las selvas más lluviosas del planeta, en el territorio ecuatoriano estas selvas se encuentran amenazadas por la deforestación y cambio de suelo para actividades agropecuarias y monocultivos.
Conforme se dirige hacia el sur, el paisaje está influenciado por la corriente fría de Humboldt, por tanto el clima cambia debido a la poca evaporación de las aguas del mar y como consecuencia la ausencia de nubes en la zona, limitando la cantidad de lluvia que se precipita y por ende la disponibilidad y abastecimiento de agua, ocasionado que la vegetación se adapte a las temporadas de sequía, árboles como los ceibos y otras especies que pierden su follaje ante la escasez de agua, se adaptan para poder sobrevivir a las condiciones climáticas tan marcadas en dicha zona. Los bosques secos y húmedos se distribuyen conforme la altitud aumenta en la cordillera de Chongón-Colonche, debido a que a altitudes más altas la humedad se mantiene y permite el desarrollo de bosques nublados, en contraparte en la península de Santa Elena la vegetación se torna de características arbustivas conocido como matorral seco de la Costa, las especies que se distribuyen en esta sección son cactus, arbustos y hierbas. A lo largo de la línea de costa se encuentran ecosistemas marino costeros, donde de mezcla la vida terrestre y marina, en la Costa ecuatoriana se distribuyen bosques de mangle, este bioma se encuentra amenazado por la deforestación para la construcción de las camaroneras, ocasionando que más de la mitas del área que ocuparon históricamente se redujera a más de la mitad de su tamaño original. El Majagual, al norte de la provincia de Esmeraldas, se encuentran los manglares más altos del país.
Los animales como las aves que se asocian con los bosques del Chocó, no se encuentran en el lado oriental de la cordillera de los Andes, incluyen especies como el Paujil, tucán del Chocó, existe una alta presencia de endemismo con respecto a los anfibios incluyen por ejemplo especies del género Colostethus. Existe registro de felinos como el ocelote, yaguarundi, y del jaguar, especie en peligro crítico de extinción en la costa.

##### Andes
El país se encuentra atravesado de norte a sur por dos cadenas montañosas paralelas, estas se encuentran separadas por un valle interandino; conforme se asciende en altitud, la vegetación de los flancos cambia. En la región, la composición vegetal predominante es de características arbustivas y las herbáceas.
En los piedemonte predominan bosques nubosos, hasta los páramos que tapizan las secciones más altas de los relieves altoandinos. La distribución desigual del viento y la cordillera como barrera natural condicionan y moldean ecosistemas dando origen a valles interandinos semisecos, ejemplo de ellos están los del Chota, Guayllabamba, Patate y Yunguilla, esto se debe a la "sombra de lluvia" que los vientos húmedos se dan contra la cordillera atrapando gran parte de la humedad en las estribaciones montañosas Debido a varias características geológicas, factores físicos como el viento y morfológicos, los Andes Tropicales son considerados como el punto más biodiverso del mundo. Existen cientos de especies de ranas, son hábitat del oso de anteojos, danta de montaña o el cóndor, entre otras más, solo el 10% de las condiciones de relieve montañoso en Ecuador son zonas de riqueza biológica de todo el país, cabe mencionar que esta región es una de las más amenazadas por la actividad humana, en la actualidad quedan pocos remanentes de bosque y parches de matorral interandino convirtiéndose en refugio de varias especies.

##### Amazonía
Es una zona caracterizada por la gran frecuencia de precipitaciones, su relieve es arrugado acercándose a los flancos occidentales de los Andes, pero conforme se aleja forman una planicie, esta región recibe toneladas de sedimentos que alimentan a sus cauces y al suelo con nutrientes arrastrados desde la cordillera. Esta región se encuentra amenazada por la colonización de tierras, así como la industria extractiva de crudo causando impacto sobre el ambiente. El bosque húmedo tropical en la Amazonía se caracteriza por árboles de gran porte, un dosel de hasta 30 metros sobre el suelo, caracterizado por especies como ceibas, chunchos y capironas, varias especies de arbóreas como de otras características proveen de alimentos a varias especies de animales como monos, ardillas, guanta, osos hormigueros, que a su vez son alimentos de depredadores como el águila harpía, el jaguar, caimanes, entre otras especies.
El parque nacional Yasuní; el término Yasuní, sin conocer su origen lingüístico, significa «tierra sagrada» como es interpretado de manera general por comunidades de la zona; el parque se extiende sobre un área de 9820 km² en las provincias de Pastaza y Orellana entre el río Napo y el río Curaray en plena cuenca amazónica a unos 250 km al sureste de Quito. El área natural protegida designada por la Unesco en 1989 como una reserva de la biosfera y es parte del territorio del pueblo Huaorani, Tagaeri y Taromenane, grupos no contactados.

## Demografía
Según los datos obtenidos del VIII Censo de Población de Ecuador en 2022, en el país habitan 16 938 986 personas, lo que lo convierte en el 72° país más poblado del mundo; de este porcentaje el 51.3 % (8 686 463 personas) son mujeres, y el 48.7 % (8 252 523 personas) son varones, lo que quiere decir un índice de masculinidad del 95 %.
La densidad poblacional es de 61,03 hab./km², con lo que lo convierte en el país más densamente poblado de Sudamérica; sin embargo, la población se halla distribuida de forma un tanto irregular, así las regiones más pobladas del país son la Costa con 9 030 611 habitantes, y la sierra con 6 951 541 habitantes se concentran en menos de la mitad del territorio, alcanzando una densidad poblacional de 127,90 hab./km² y 115,10 hab./km², respectivamente. En contraposición el Oriente (región amazónica) que constituye más del 50 % de la superficie alberga apenas a 928 251 habitantes, es decir, le corresponde una densidad poblacional de 7,80 hab./km², finalmente las islas Galápagos poseen 28 583 habitantes. Con esto se puede constatar que hay relativamente la misma cantidad de personas viviendo cerca a la costa que al interior.
La esperanza de vida en Ecuador es de 76,55 años, 73,87 años para los varones y de 79,32 años para las mujeres, en 2017, lo que lo ubica como el 49° país del mundo. Ecuador fue el cuarto país con más longevos de América Latina; ejemplo de ello, en el Valle de Vilcabamba ubicado en la provincia de Loja a tan solo 30 km de la ciudad de Loja, gran parte de su población anciana sobrepasa los 100 años.
La tasa de crecimiento de Ecuador es del 1,14 % anual, una de las más bajas de Latinoamérica, una tendencia evidenciada desde hace 20 años, sin embargo, las proyecciones demográficas desprendidas del Censo de 2010 apuntaban a que Ecuador tendría 18,1 millones de habitantes para 2022, no obstante, el censo reciente confirma más de un millón menos de ciudadanos de lo esperado, con factores como emigración y las muertes en exceso (principalmente por la pandemia de COVID-19) como causales secundarias, y con la baja natalidad como la principal razón del bajo crecimiento poblacional.
La tasa de fecundidad es de menos de dos hijos por mujer para 2022.

### Características de distribución
El 63,1 % de la población reside en zonas urbanas y el 36.9 %, en rurales. Dada la alta densidad poblacional y su extensión territorial reducida, la concentración de poblados es alta, por lo que las ciudades y poblados rurales se encuentran muy cerca unos de otros (en especial en la sierra); el fenómeno de la ruralidad ecuatoriana también se explica en su realidad político-administrativa, donde parroquias consideradas "rurales", en realidad son suburbanas, estando dentro de conurbaciones y áreas metropolitanas como es el caso de Cumbayá, Tumbaco y el Valle de los Chillos en Quito; Ricaurte, Turi, San Joaquín en Cuenca; Quisapincha, Pinllo y San Fernando en Ambato; o San Antonio, Imbaya y La Esperanza en Ibarra. 
Se evidencia así que la población ecuatoriana está mayormente radicada en la zonas urbanas y suburbanas del Ecuador, el 44 % de la población urbana está distribuida en las 15 ciudades más grandes del país de las cuales Guayaquil y Quito reúnen el 60 % de la población urbana, eso resulta por factores como la expansión urbana a centros poblados rurales y el mejoramiento de estándares de vida en el sector rural en la última década, donde se ha dotado de infraestructura de calidad en centros de salud, educación, vialidad, mejoramiento de producción agroindustrial, servicios básicos, bajo costo de vida, etc. 

### Proyecciones demográficas
Ecuador posee un comportamiento demográfico que va en tono a lo que ocurre con la región, donde es de esperar un proceso lento, pero constante rumbo al envejecimiento poblacional. Así, si bien Ecuador aún posee una edad promedio relativamente joven, esta va cada año aumentando, sin síntoma alguno de haber algún cambio esperable. Para el INEC, el año 2030 será un punto clave en la transición demográfica del país, pues ese año Ecuador habrá conseguido un bono demográfico, es decir, que si los cálculos se aproximan, de los casi 20 millones de ecuatorianos que habrán para ese entonces, la mayoría total se encontrarán en el rango etario adulto (mayores de 18 años), pero no solo eso, para ese año la tasa de fertilidad se ubicará bordeando los 2,00 hijos por mujer (similar a la actual tasa de fertilidad de Francia o Países Bajos), lo que significará que sin variables contextuales imprevistas, Ecuador empezará un proceso real hacia el envejecimiento al no poder garantizar el reemplazo generacional, y estancará su crecimiento poblacional muy cerca del 1 % anual.
Con todo esto, las proyecciones observables para 2050, hablan de casi 23,4 millones de ecuatorianos; el 70 % de la población estará por encima de los 18 años, y más aún, pues casi 1,4 millones estarán en senecitud, en contraste con los 1,3 millones de niños que se estiman. Se verá un claro ejemplo de eficiencia reproductiva, pues la tasa de fertilidad se habrá reducido a 1,8 hijos por mujer (similar a la actual tasa de fertilidad de España o Italia), con lo que Ecuador habrá entrado en una nueva fase al borde del fin del bono demográfico, la de envejecimiento general de su población, con una población en equilibrio y con una pirámide poblacional pentagonal algo cuadrada.
Así también se espera que para ese entonces (año 2050) la esperanza de vida de los ecuatorianos al nacer sea de 80,55 años, mayor para las mujeres, quienes vivirán en promedio 83,5 años, y los varones 77,6 años. La población que será urbana para ese entonces será superior al 70 %, lo que demandará un esfuerzo gigante en los distritos metropolitanos de Quito, Guayaquil, y en especial en ciudades medias de importancia estratégica como Cuenca, Loja, Ambato, Machala, Ibarra, Manta, Portoviejo y Riobamba, también se espera la consolidación de ciudades espontáneas que surgieron el siglo pasado, como Milagro, Daule y Santo Domingo, así como la explosión habitacional de ciudades satélite en distritos y zonas metropolitanas, como será el caso del Valle de los Chillos, al oriente de Quito, con poblaciones como Cumbayá, Tumbaco, Puembo, Nayón y Sangolquí; y el caso de Samborondón y Durán en las periferias de Guayaquil. Para ese año también se espera un aumento considerable en la población irreligiosa, así como también en el aumento de población célibe y divorciada.

### Ciudades
Históricamente, las tres ciudades principales del Ecuador han sido Quito, Guayaquil y Cuenca. Desde inicios del siglo XX, paralelo al crecimiento demográfico, la población ha tendido a agruparse en núcleos urbanos como consecuencia de políticas de centralización, lo que ha producido un «éxodo rural» que se agudizó en la segunda mitad del siglo XX y que ha continuado en el siglo XXI, lo que ha hecho de Ecuador un país fundamentalmente urbano. Es así que la población de Quito y Guayaquil han presentado un crecimiento mucho mayor a la de Cuenca, siendo, en la actualidad, las dos grandes metrópolis del país. Quito, la capital nacional, cuenta con una población de 1 763 275 según el último censo (2022), siendo la segunda ciudad más poblada del país, por detrás de Guayaquil. No obstante, la conurbación de Quito, que engloba a las parroquias rurales más cercanas a la urbe, junto a las vecinas ciudades de Sangolquí y Machachi, posee una población de más de 2,5 millones de habitantes.
Por su parte, Guayaquil, el puerto principal, tiene 2 650 288 habitantes. Su conurbación, que engloba asimismo a ciudades cercanas como Durán, Daule, Milagro y Samborondón, supera los 3 millones de habitantes, siendo el área metropolitana más grande y poblada del Ecuador. Cuenca es la tercera ciudad en población y extensión, con 596.000 habitantes, constituyéndose como la urbe más importante del austro ecuatoriano. Le sigue, cada vez más cerca, la joven ciudad de Santo Domingo, localizada en medio de una importante confluencia vial, lo que ha dinamitado su crecimiento: actualmente, tiene una población de 334.826 habitantes, por lo que se espera que supere a Cuenca como la tercera urbe más poblada del país en las próximas décadas. Otras ciudades importantes son: Machala, Manta, Portoviejo, Loja, Quevedo, Ambato, Riobamba, Ibarra y Esmeraldas.

### Etnografía

#### Autoidentificación de la población
En el censo del 2010, se cuestionó a 10 417 299 ecuatorianos mayores de 15 años sobre su autoidentificación, dando como resultado un 71,9 % de personas que se identificaron como mestizos, 7,4 % montubios, 7,2 % afroecuatorianos, 7,0 % indígenas, 6,1 % blancos y un 0,4 % en otros. Esto presentó un cambio frente a lo visto en 2001, en el cual se dieron los datos que siguen: mestizo 77,4 %, blanco 10,5 %, indígena 6,8 %, afrodescendiente 5 % y otros 0,3 %.

### Idioma
El idioma oficial es el español con sus características y modismos propios de cada zona o región, junto con el kichwa y el shuar son idiomas oficiales de relación intercultural según lo afirma la constitución de Ecuador en el artículo 2.º del capítulo primero de los elementos constitutivos del Estado. El wao terero, tsáfiqui y «demás idiomas ancestrales son de uso oficial para los pueblos indígenas, en los términos que fija la ley».
Según el censo de 2001, el 94 % de la población habla español, el 4,8 % habla alguna lengua nativa conjuntamente con el español y el 1,1 % hablan solo una lengua nativa. De las 13 lenguas nativas que fueron contabilizadas por el mencionado censo, el quichua, hablado por el 4,1 % de la población, es la más difundida. La segunda lengua nativa es el shuar, hablado por el 0,55 % de la población. En la mayoría de los institutos públicos del país se imparte el inglés de una manera neutral.

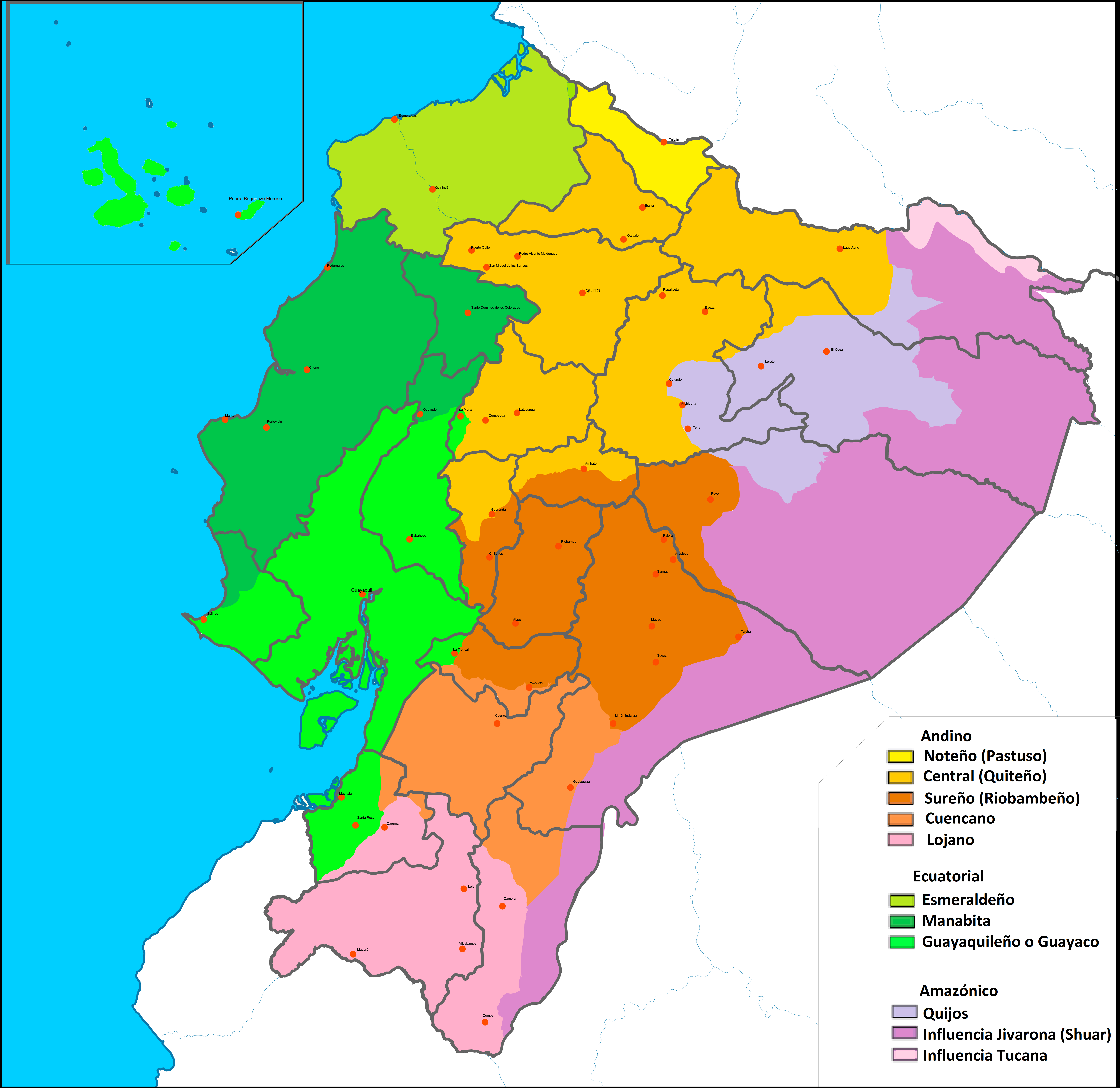
Mapa de los principales dialectos del Ecuador.

El español es el idioma que se habla mayoritariamente en el Ecuador, denominado como español ecuatoriano, a pesar de que este tiene diferencias que dependen de muchos factores, el más importante de estos es la región. En el país hay tres variantes principales que son:
- Español ecuatorial
- Español andino
- Español amazónico

A pesar de que estas sean las principales variantes del idioma español en el país, hay muchos otros factores que influyen en el habla de una persona, como la etnia, la clase social o si se habita en el campo o la ciudad. Debido a que la costa y la región andina son las dos regiones más habitadas del país, sus dialectos son los más relevantes del país, ambos muy diferentes el uno del otro. Existen muchos modismos propios de cada provincia o región, así como otros que son entendidos y utilizados en todo el país.

### Religión

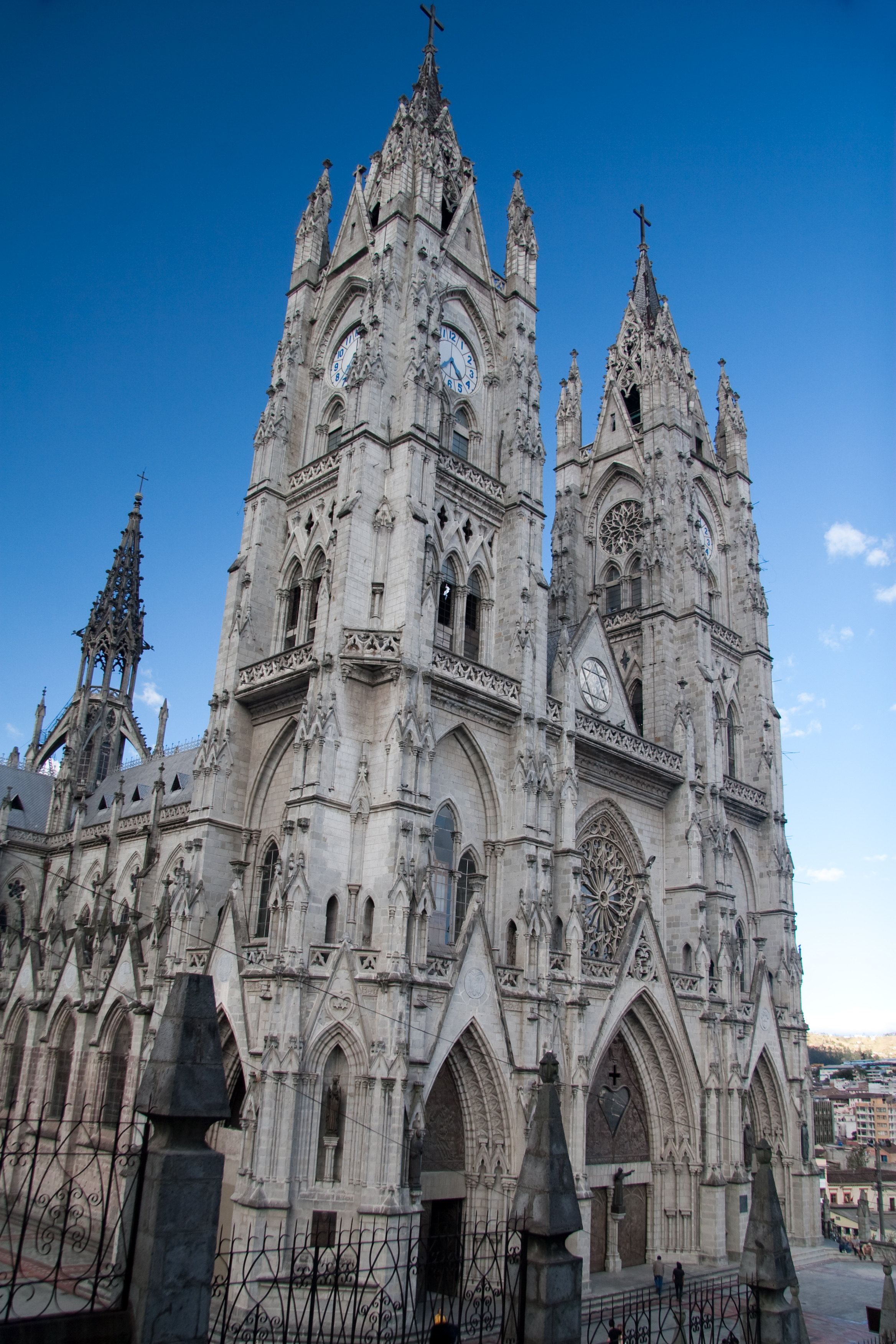
Basílica del Voto Nacional, Quito.

En 2012, el Instituto Nacional de Estadística y Censos (INEC) realizó una encuesta en las ciudades más pobladas sobre las creencias religiosas. El 91,95 % de los encuestados respondió que tiene una religión, el 7,94 % se autodefinió como ateo y el 0,11 % se identificó como agnóstico. Dentro del grupo que profesa una religión, el 80,4 % pertenece a la religión católica, el 11,3 % a la evangélica y el 1,29 % son testigos de Jehová.
Tres de cada diez creyentes afirmaron asistir por lo menos una vez a la semana a algún culto religioso (cultos, misas, reuniones, etc.); dos de cada diez una vez al mes y el 15,9 % asiste solo en ocasiones especiales.

### Migración

#### Emigración
Durante el siglo siglo XIX, e inicios del siglo XX, solamente las élites del país emigraban, generalmente de forma ocasional, hacia Europa, principalmente a Francia, ya sea por motivos de estudio o comercio. A partir de la década de 1950 empezó una incipiente migración de personas de bajos ingresos económicos que viajaban principalmente a Estados Unidos para «mejorar su situación económica», y algunas de ingresos medios que iban «a probar suerte», más por aventura que por necesidad. En la década de los 70, en los destinos de los emigrantes se incluyeron países como Australia y Canadá. Aquella emigración era selectiva, eventual y no tenía mayor incidencia en las estadísticas.
Fue a partir de la crisis económica de 1998-1999, que ocasionó el «feriado bancario», que se desató la primera crisis migratoria de Ecuador, en la que más de dos millones de ecuatorianos abandonaron el país, dirigiéndose la mayoría hacia Estados Unidos, España e Italia (a estos tres destinos fueron como mano de obra principalmente). La gran mayoría de emigrantes provinieron de sectores rurales de la región sierra, principalmente de las provincias de Azuay y Cañar, lo que tuvo un impacto significativo en su demografía, además de problemas sociales fruto de la separación del núcleo familiar. Algunas diásporas y comunidades ecuatorianas nacieron en algunas ciudades del mundo como consecuencia de la crisis migratoria, encontrándose las principales en Nueva York, Madrid y Milán.
Luego de 2002, la emigración se redujo, debido al fin de la crisis económica, en gran parte gracias a las remesas enviadas por aquellos migrantes a sus familias en Ecuador. Posteriormente, en el gobierno de Rafael Correa, se produjo el retorno de miles de emigrantes, incluso hubo programas públicos que fomentaban el retorno al país. Sin embargo, desde 2021, nuevamente el país atraviesa una crisis económica, esta vez acompañada de una ola de violencia sin precedentes, especialmente durante el gobierno de Guillermo Lasso, lo que ha generado una segunda ola migratoria de Ecuador. Esta vez, la mayoría de migrantes son oriundos tanto de la ruralidad como del sector urbano, aunque sigue siendo la región sierra, la más afectada, destacándose en esta ocasión la provincia de Tungurahua.

#### Inmigración

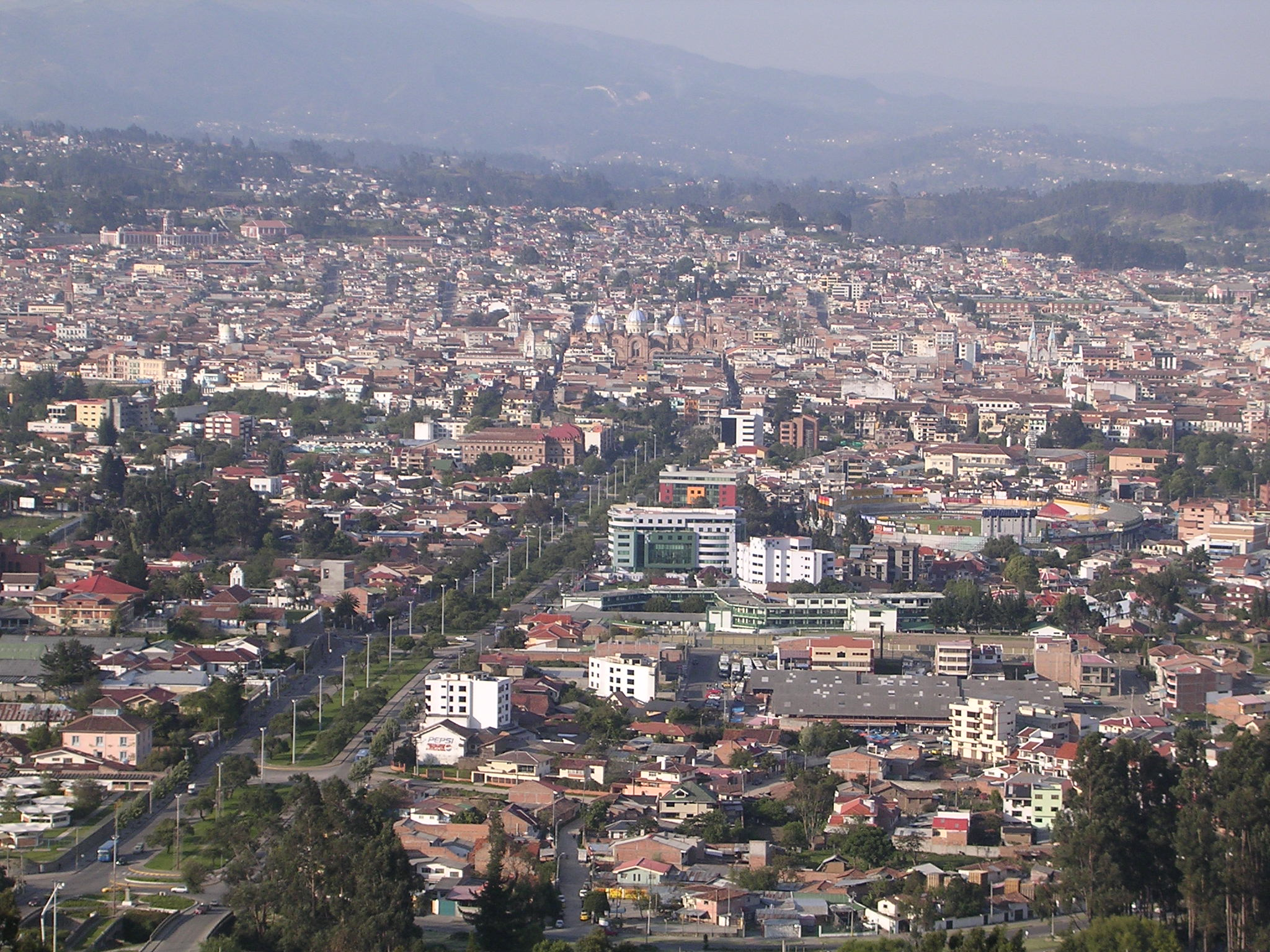
Cuenca, elegida uno de los mejores destinos para jubilados en el mundo.

En un inicio, durante la colonia, la inmigración se centró en ciudadanos europeos atraídos por la explotación agrícola, luego en los inicios de la era republicana, se reflejó en europeos (principalmente españoles, belgas, neerlandeses, italianos y franceses) y árabes cristianos por crisis económicas y escapando de guerras. En el siglo XX, la inmigración fue mayormente de países latinoamericanos que por guerras civiles, crisis económicas, y dictaduras, agruparon argentinos, chilenos y uruguayos. No obstante, el peso demográfico de toda esta inmigración era ínfimo; aunque, a pesar de no tener mayor incidencia en la demografía nacional, sí lo tuvo en la economía, ya que muchos de ellos y sus descendientes forjaron una gran posición económica, e incluso política.
Aparte de la inmigración con fines comerciales, existe un pequeño grupo de europeos, norteamericanos y demás latinoamericanos que han llegado al país por motivos de inversión y comodidad, atraídos por los paisajes naturales y la variedad de climas y especies, así estos han establecido sus residencias en sitios turísticos como localidades amazónicas; la ciudad de Baños de Agua Santa en la provincia de Tungurahua; ciudades como Cuenca, Guayaquil, Quito, Loja,, Bahía de Caráquez, Salinas, etc; las ciudades, pueblos y villas en Imbabura (Otavalo, Cotacachi e Ibarra); balnearios de la Ruta del Sol y de la Ruta del Spondyllus, las islas Galápagos, parques nacionales entre otras. Muchos también lo han elegido como destino de retiro para personas de la tercera edad y tratamientos médicos debido a las ventajas económicas y el coste que representa vivir en Ecuador frente al que tocarían afrontar en sus países de origen, además de la tranquilidad, accesibilidad y comodidad que este país ofrece, calificado en su excelencia por varios análisis, estudios y reportajes internacionales que lo ubican en primer lugar en esta categoría, por ello solo en Cotacachi, para 2007 más de 13 000 jubilados y veteranos alemanes y suizos llegaron a quedarse definitivamente.
A partir del conflicto armado interno de Colombia, se da la primera ola migratoria de importancia que ha recibido el país. Aunque la gran mayoría de colombianos que migraron a Ecuador se movilizaron debido a la violencia en su país, tan solo una minoría cuenta con la condición oficial de refugiado. La mayoría de colombianos se radican en las provincias del norte del Ecuador, y actualmente, se estima que cerca de 350 000 colombianos viven en Ecuador.
Finalmente, en 2015 empezó la crisis migratoria venezolana, siendo Ecuador el tercer país con más recepción de venezolanos, debido a su proximidad geográfica. La población venezolana, que para ese entonces había sido ínfima, aumentó drásticamente, pasando de 8.901 en 2015, a 508.935 en 2022. El repentino aumento de la población venezolana, se realizó de manera empírica, lo que causó varios problemas sociales en el país, marcado por incidentes de xenofobia. Ante la crisis, el gobierno de Lenín Moreno se limitó a restringir la entrada legal a los venezolanos, solicitando el pasaporte como requisito, además del establecimiento de un corredor humanitario entre la frontera con Colombia y Perú.

### Educación

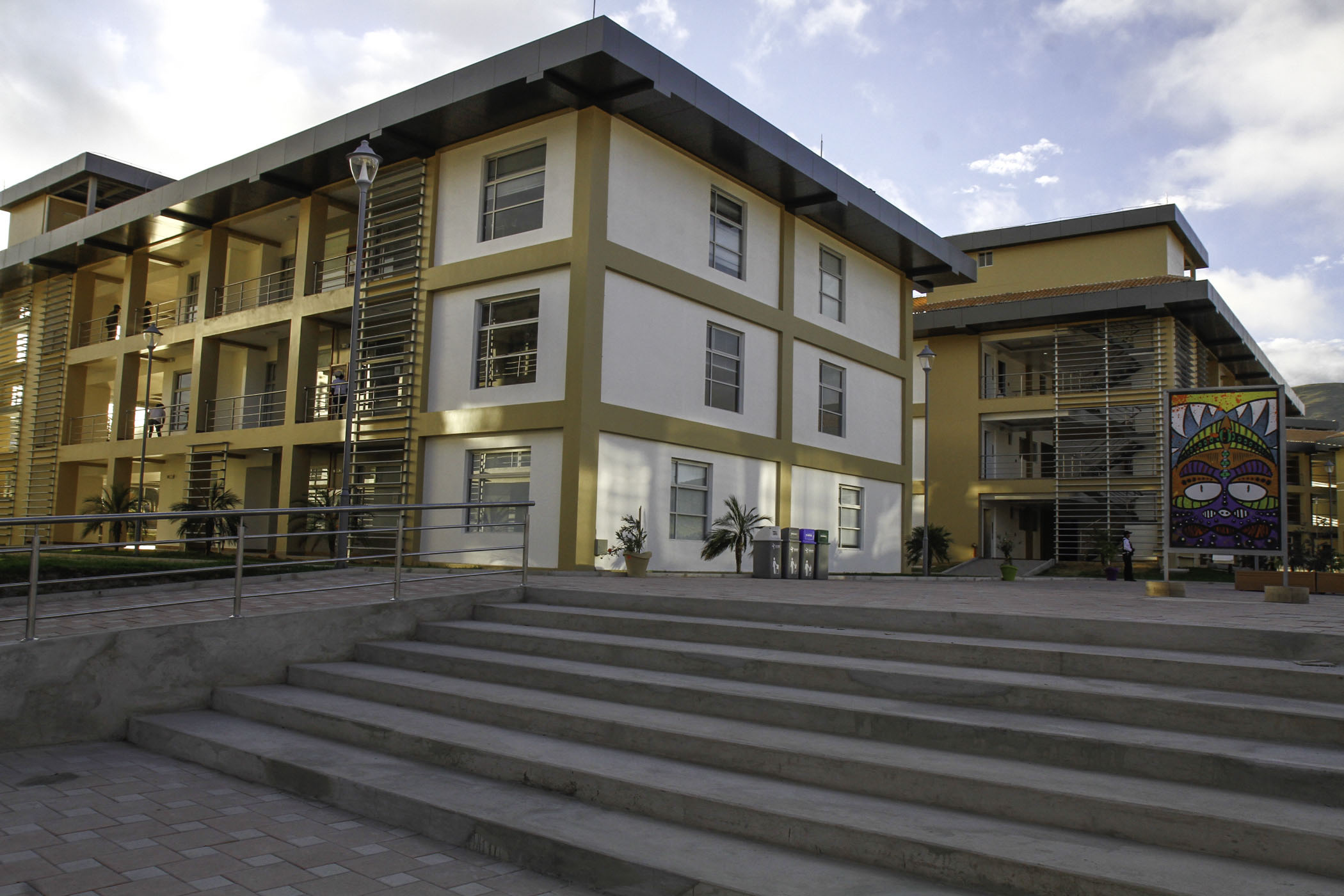
Residencias de la Universidad de Investigación de Tecnología Experimental YACHAY, el primer centro de investigación científica en Ecuador y el tercero de Sudamérica, en la denominada Ciudad del conocimiento Yachay.

En 2010 Ecuador tenía una tasa de alfabetización de 99.78 % (el quinto más alto de Latinoamérica), después de intensas campañas públicas para eliminar el analfabetismo. Con la implementación de la educación gratuita en la Constitución de 2008, las instituciones educativas públicas tanto escolares como secundarias no precisan cobro de aranceles ni pensiones de educación, en el cual incluye a sectores rurales y urbanos marginales. En el caso de la educación gratuita en las universidades e institutos superiores, se aplica bajo responsabilidad académica que exonera únicamente los créditos que no reprueba cada estudiante, así como servicios académicos como internet.

#### Educación superior
La educación superior tuvo una fuerte evaluación de calidad durante el gobierno de Rafael Correa, que categorizó en cinco niveles en un ámbito general de evaluación a las 68 universidades dedicadas a carreras de tercer nivel principalmente, que determinó los reconocimientos y deficiencias de cada institución. Otro aspecto clave fue el aumento por miles de becas y créditos, así como la amplitud a nuevos créditos a áreas claves de desarrollo, tanto para carreras de pregrado como posgrado, dentro y fuera del país, así como la convalidación de títulos extranjeros de manera ágil, con bajos costos de tramitación ayudado por el reconocimiento en ciertos casos directo de los títulos emitidos por varias centenas de universidades extranjeras.
Las principales universidades del país en cuanto a prestigio, producción científica, producción académica, investigación y empleabilidad son tanto públicas como privadas, la mayoría se hallan en Quito, la capital del país, siendo la Universidad San Francisco, la Escuela Politécnica Nacional, la red de universidades de la Pontificia Universidad Católica del Ecuador, la Universidad de las Américas y la Universidad de las Fuerzas Armadas-ESPE aquellas que encabezan la mayor parte de los ránkines más importantes del mundo como Quacquarelli Symonds, Times Higher Education y Scimago Institutions Rankings. Sin embargo, universidades de Guayaquil y Samborondón como la Escuela Superior Politécnica del Litoral, la Universidad de Especialidades Espíritu Santo y la Universidad Católica Santiago de Guayaquil también han ingresado al ránquin, ocupando incluso los cinco primeros puestos. 
Las dos universidades más grandes del país en cuanto a cantidad de estudiantes son la Universidad de Guayaquil con más de 70 mil estudiantes y la Universidad Central del Ecuador con más de 50 mil estudiantes, ambas instituciones públicas con una gran historia de servicio educativo y aportes científicos, y que han graduado a muchos expresidentes del país, sin embargo, debido a conflictos internos de tipo administrativo y político, el mal uso de los recursos y la corrupción han afectado la imagen, la infraestructura y la competitividad de la misma.
Fuera de las dos principales ciudades del país, hay importantes campus universitarios como la Universidad de Cuenca, la Universidad Politécnica Salesiana y la Universidad del Azuay en Cuenca, la Universidad Técnica del Norte en Ibarra, la Universidad Técnica Particular de Loja en Loja han conseguido puestos rankeables.

### Salud
La mortalidad infantil, de 24,4 por 1000 en 2005, disminuyó a 18,3 en 2015.
Entre 2008 y 2016, el Gobierno invirtió más de 15 000 millones de dólares, multiplicando por cinco el gasto medio anual en sanidad del periodo 2000-2006. En cuanto a los profesionales que trabajan para el Ministerio, entre 2008 y 2015 su número pasó de 11.201 a más de 33.000, incremento que fue acompañado también de aumentos salariales.
Desde 2015, la corrupción es un problema a pesar de las múltiples inversiones. La sobrefacturación se registra en el 20% de los establecimientos públicos y en el 80% de los privados.

### Criminalidad
La tasa de homicidios en Ecuador disminuyó de 18 a 5,8 por cada 100 000 habitantes entre 2011 y 2017, lo que convirtió al país en uno de los más seguros de América Latina durante ese periodo. Este descenso se logró, en gran parte, gracias a una profunda reforma policial. La Policía Nacional del Ecuador, antes conocida por su corrupción y falta de eficiencia, experimentó mejoras sustanciales: se amplió la duración de la formación, se incrementaron los salarios y se invirtió en la modernización del equipamiento policial.
Desde 2007, además, se implementó un enfoque más preventivo y menos represivo, con atención a la reintegración social de exdelincuentes y el acceso a programas sociales para reducir la reincidencia. 
Sin embargo, desde 2018 la tasa de homicidios volvió a incrementarse, alcanzando los 13,89 por cada 100 000 habitantes en 2021, y aumentando aún más a 15,48 en 2022. Ante este repunte, el recién electo gobierno de Guillermo Lasso presentó el Plan Nacional de Desarrollo, cuyo objetivo era reducir la tasa de muertes violentas en 0,6 puntos por cada 100 000 habitantes hasta 2025, con la expectativa de situarla en 10. 

## Economía

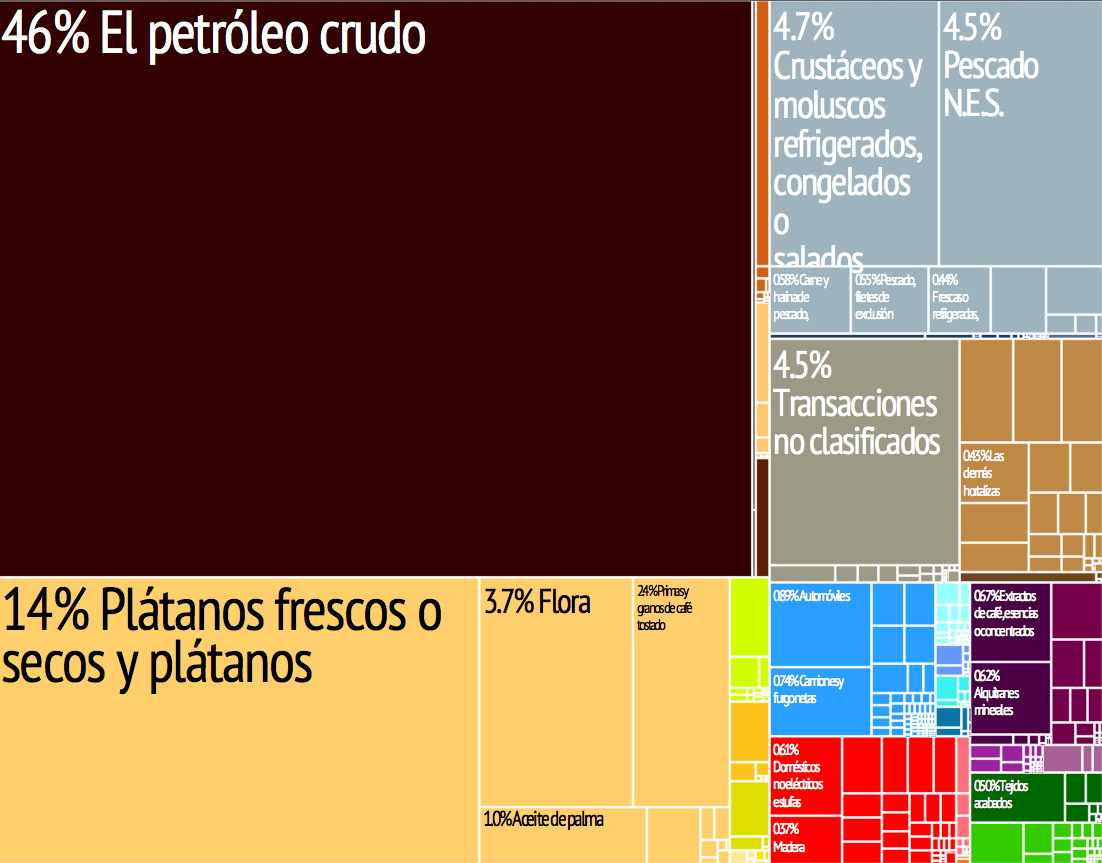
Representación gráfica de los productos de exportación del país en 28 categorías codificadas por color.

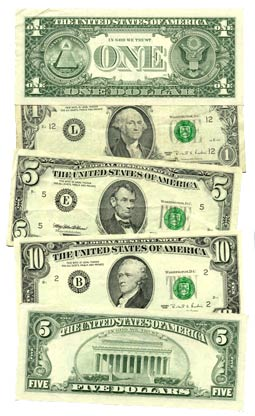
El dólar estadounidense, moneda de circulación corriente en Ecuador.

Evolución del producto interior bruto per cápita de Ecuador

La economía de Ecuador es la séptima en tamaño de América Latina y experimentó un crecimiento promedio del 4,6 % entre 2000 y 2006. En enero de 2009, el Banco Central del Ecuador (BCE) situó la previsión de crecimiento de 2010 en un 6,88 %. El PIB aumentó más de 40 000 millones de dólares entre 2007 y 2018, alcanzando los 108.398 millones de dólares según el Banco Mundial. La inflación al consumidor hasta enero de 2020 se situó en 0,23 %
En 1998, el 10 % de la población más rica tenía el 42,5 % de la renta, mientras que el 10 % de la población más pobre solamente contaba con el 0,6 % de la renta. Durante el mismo año, el 7,6 % del gasto en salud pública fue a parar al 20 % de la población pobre, mientras que el 20 % de la población rica recibió el 38,1 % de este mismo gasto. La tasa de pobreza extrema ha disminuido entre 2010 y 2018. 
En 2010 se estimó en un 16,5 % de la población, mientras que para 2018 la cifra bajó a 8,4 % del total de la población. Esto se explica en gran parte por la emigración, así como la estabilidad económica lograda tras la dolarización.
La baja del precio de petróleo desde 2015 ha hecho que este represente el 29 % de las exportaciones, y que mantenga una balanza comercial marginalmente negativa a 2017. Desde finales de los años 60, la explotación del petróleo elevó la producción y sus reservas se calculan en 4.036 millones de barriles
La balanza comercial total para finales de 2019 se mantuvo en cero, lejos de lo alcanzado en 2010, cuando alcanzó un superávit de casi 5000 millones de dólares. Esta circunstancia se dio por la baja del precio del petróleo y al crecimiento de las importaciones, que crecieron más rápido que las exportaciones. La balanza comercial petrolera generó una cifra positiva de 4.443,98 millones de dólares en 2018; mientras que la no petrolera fue negativa por un monto de 4958,49 millones de dólares. Esto ha permitido que el país dependa del petróleo para evitar un mayor déficit comercial, la cual su economía demanda mayor cantidad de vehículos y maquinaria que no son producidos en el país. La balanza comercial con Estados Unidos, Chile, la Unión Europea y los países europeos que son socios de Ecuador, Bolivia, Perú, Brasil, es positiva México, Argentina, Colombia, Asia, es negativa.
En el sector agrícola, Ecuador es un importante exportador de bananas (mayor exportador del mundo), de flores, de cacao y aceite de palma. Es significativa también su producción de camarón, caña de azúcar, arroz, algodón, maíz, palmitos y café. Ecuador es uno de los 10 mayores productores del mundo de banano, cacao y aceite de palma. En 2018, el país produjo 7,5 millones de toneladas de caña de azúcar, 6,5 millones de toneladas de banano (sexto mayor productor del mundo), 2,7 millones de toneladas de aceite de palma (sexto mayor productor del mundo), 1,3 millones de toneladas de maíz, 1.3 millones de toneladas de arroz, 269 mil toneladas de patata, 235 mil toneladas de cacao (séptimo mayor productor del mundo), 149 mil toneladas de piña, 103 mil toneladas de naranja, además de producciones menores de otros productos agrícolas. Su riqueza maderera comprende grandes extensiones de eucalipto en todo el país, así como manglar. Pinos y cedros son plantados en la región de la sierra; nogales y romerillo; y madera de balsa, en la cuenca del río Guayas. Por otra parte, la industria se concentra principalmente en Guayaquil, el mayor centro industrial del país, y en Quito donde en los últimos años la industria ha crecido considerablemente, es también el mayor centro empresarial de país. La producción industrial está dirigida principalmente al mercado interno. Pese a lo anterior, existe una limitada exportación de productos elaborados o procesados industrialmente. Entre estos destacan los alimentos enlatados, licores, joyas, muebles y más.
Ecuador ha negociado acuerdos comerciales con otros países, entre los más importantes destacan el Acuerdo Comercial con la Unión Europea y el Acuerdo Comercial con la Asociación Europea de Libre Comercio. Por otra parte, tiene con Chile y Cuba acuerdos comerciales complementarios y forma parte del Acuerdo Complementario CAN- MERCOSUR. Además ha firmado acuerdos de alcance parcial con países centroamericanos, entre ellos El Salvador, Nicaragua, además de México. Ecuador pertenece a la Comunidad Andina de Naciones, y ser miembro asociado de Mercosur. También es miembro de la Organización Mundial del Comercio (OMC), además del Banco Interamericano de Desarrollo (BID), Banco Mundial, Fondo Monetario Internacional (FMI), Corporación Andina de Fomento (CAF), y otros organismos multilaterales. En abril de 2007, Ecuador pagó por completo su deuda con el FMI, aunque volvió a pedirle préstamos en 2018 con el gobierno de Lenín Moreno. En 2007, se creó la Unión de Naciones Suramericanas (UNASUR), con sede permanente en Quito, aunque Ecuador decidió retirarse de forma definitiva en 2018 alegando falta de acciones concretas. Es miembro fundador del Foro para el progreso del Sur ProSur. También ha sido parte de la creación del Banco del Sur, junto con seis otras naciones suramericanas. Ecuador realizó negociaciones para la firma de un Tratado de Libre Comercio con Estados Unidos, pero con la elección del Presidente Correa estas negociaciones fueron suspendidas.
El sistema público financiero del Ecuador está conformado por el Banco Central del Ecuador (BCE), el BanEcuador B.P., el Banco del Estado, la Corporación Financiera Nacional y el Banco del Pacífico.
En la década de 2010 con una economía dolarizada, a limitado el margen de maniobra en política monetaria, pero ha contribuido a la estabilidad macroeconómica y a la reducción de la inflación. En los últimos años el país se ha visto afectado por los precios derivados de la caída del petróleo y de eventos como la pandemia del COVID-19.
A pesar de estas dificultades, en 2011 con un crecimiento económico alto del 8% según las cifras oficiales ha estado acompañado de avances de indicadores sociales como el acceso a la educación, la reducción de la pobreza y la mejora en el índice de desarrollo humano. No obstante persisten problemas estructurales relacionados con el empleo informal, la desigualdad y la falta de diversificar la matriz productiva.

### Comercio
| Exportaciones a | Exportaciones a | Importaciones de | Importaciones de |
| País            | Porcentaje      | País             | Porcentaje       |
| --------------- | --------------- | ---------------- | ---------------- |
| Estados Unidos  | 23.3%           | Estados Unidos   | 23.9%            |
| China           | 14.3%           | China            | 21.5%            |
| Panamá          | 11.8%           | Colombia         | 8.51%            |
| Rusia           | 4.5%            | Perú             | 3.64%            |
| Chile           | 3.99%           | Brasil           | 3.47%            |
| Otros           | 42.11 %         | Otros            | 38 %             |

A 2022, el gobierno ecuatoriano informa la vigencia de 11 acuerdos comerciales firmados en:
1. 1969: Acuerdo de Cartagena
2. 1987: Acuerdo AAP.CE.59 con México
3. Acuerdo AAP-CE-59 con Mercosur
4. 2000: Acuerdo AAP.CE.46 con Cuba
5. 2013: Acuerdo AAP.A 25TM 42 con Guatemala
6. 2016: Acuerdo Comercial con la Unión Europea
7. 2017: Acuerdo AAP.A 25TM 45 con Nicaragua
8. 2017: Acuerdo AAP.A 25TM 46 con El Salvador
9. 2018: Acuerdo con Chile
10. 2018: Acuerdo AAEI EFTA con: Islandia, Noruega, Suiza y Lieachtenstein
11. 2019: Acuerdo con Reino Unido

Al ser su primer destino de exportaciones y origen de importaciones, el comercio de Ecuador con Estados Unidos es materia de un Concejo de Comercio e Inversión (Trade and Investment Council, TIC). El tercer TIC acordó la suscripción de un acuerdo de primera fase:
1. El 8 de diciembre de 2020 se suscribió un Acuerdo de primera fase entre EE. UU. y Ecuador,[184] compuesto por cuatro capítulos:[185]
  1. 'Facilidades para el comercio internacional’, con el fin de eliminar trabas al comercio bilateral, simplificar procesos aduaneros y tramitología.
  2. ‘Buenas prácticas de regulación’, parámetros de seguridad jurídica para atraer inversiones y ofrecer certidumbre a los inversionistas.
  3. ‘Beneficios para las mipymes’ y políticas de inclusión económica. Reducción de procesos aduaneros para mipymes.[186]
  4. ‘Lucha anticorrupción desde la óptica comercial’, con el fin de transparentar procesos.

El 4 de mayo de 2021, la Asamblea Nacional aprobó el acuerdo de primera fase. El Acuerdo de primera fase establece hitos  a cumplir durante sus primeros dos años de su vigencia.

### Turismo
El Ministerio de información y Turismo fue creado el 10 de agosto de 1992, al inicio del gobierno de Sixto Durán Ballén, quien visualizó al turismo como una actividad fundamental para el desarrollo económico y social de los pueblos. Frente al crecimiento del sector turístico, en junio de 1994, se tomó la decisión de separar al turismo de la información, para que se dedique exclusivamente a impulsar y fortalecer esta actividad.
Ecuador percibe alrededor de 2,43 millones de entradas de turistas y USD. 1871 millones de dólares; en relación con el PIB representado el 4.4%. Los destinos más frecuentados son: Quito, Galápagos, Cuenca, Montañita, Guayaquil y la Amazonía (parque nacional Yasuní). Con respecto al índice de competitividad, el país se encuentra en el puesto 70 con un valor de 3.90, acorde lo publlicado del Foro Económico Mundial en 2019.
Ecuador es un país con una geografía heterogénea, lo que ha originado una gran variedad de paisajes, climas, convirtiéndolo en un país con una elevada diversidad natural y cultural. Ecuador cuenta con 3 patrimonios culturales y 2 naturales, además de contar con 4 expresiones culturales inmateriales reconocidos por la Unesco.
Entre los principales destinos turísticos se destacan:
- Atractivos de la naturaleza:

- Islas Galápagos
- Parque nacional Yasuní
- Parque nacional Cajas
- Parque nacional Sangay
- Parque nacional Podocarpus
- Vilcabamba
- Baños

- Atractivos culturales:

- Centro histórico de Quito
- Mitad del Mundo
- Ingapirca
- Centro histórico de Cuenca
- Latacunga y su fiesta de la Mama Negra
- Loja El florecimiento de los guayacanes y su Festival Internacional de Artes Vivas

- Nevados:

- Antisana
- Cayambe
- Chimborazo
- Cotopaxi
- Illinizas

- Playas:

- Crucita
- Atacames
- Bahía de Caráquez
- Esmeraldas
- Manta
- Salinas
- Montañita

### Ciencia y tecnología
Conforme al Índice de competitividad global del Foro Económico Mundial de 2019, Ecuador se ubicó en el puesto 90 de competitividad y en el puesto 92 solamente en lo que respecta a la adopción de las tecnologías de la información y la comunicación. Ecuador se ubicó en el puesto 91 en el Índice mundial de innovación de la Organización Mundial de la Propiedad Intelectual en 2021, desde el puesto 99 en 2020, bajó nuevamente hasta el puesto 98 en 2022;en 2023 ocupó el lugar 104y el lugar 105 en 2024. Conforme a los datos del Banco Mundial, la lectura más reciente del gasto de Ecuador en investigación y desarrollo es de 2014, en dicho año este país invirtió el 0.44% de su PIB en dicho rubro.

## Infraestructura
El país cuenta con una amplia gama de áreas de explotación, minera, petrolífera, agropecuaria, acuicultura y avícola, que se ha aprovechado a lo largo de su historia, y en la actualidad se ha desarrollado en un ámbito más objetivo, focalizado, ordenado y orientado a un conservacionismo ambiental (p. ej: La reserva del Yasuní) y rentabilidad a corto y largo plazo. Independizándose cada vez más de la dependencia internacional o de proveedores privados para sustentar las necesidades generales o prioritarias en el desarrollo nacional.

### Energía
El país cuenta con potencial para la industria en el sector energético, como por ejemplo el petróleo; así como la gasífera, por disponer de la principal entrada de esta industria; generación eléctrica debido a su altísimo potencial hidráulico, solar y eólico en varios sectores del país.
Un proyecto que fue de mayor relevancia para el desarrollo fue la refinería del Pacífico, ubicada en Manta, la cual iba a ser una de las mayores en la región. Después que el proyecto fracasó, el gobierno de Moreno empezó a licitar la construcción de una refinería en la costa ecuatoriana, con total capital privado. Con esto permitirá a Ecuador pasar de ser importador de derivados del petróleo a exportador de los mismos, aunque no ha habido ofertantes a mayo de 2020. Además, diversos proyectos hidroeléctricos entre el más destacable la hidroeléctrica Coca Codo Sinclair que genera cerca del 40 % de la demanda del país que junto a los demás proyectos permite a Ecuador ser unos de los principales exportadores de energía eléctrica en el continente, comprobándose la venta de energía eléctrica a Colombia por unos 80 millones de dólares a 2019.

### Transporte

Carreteras duplas (doble calzada) de Ecuador, 2025, en rojo.

La vialidad del Ecuador en los últimos 10 años (2010-2020) ha sufrido un enorme desarrollo, con vías y autopistas desarrolladas bastante considerables, incluye la de implementación de vías rápidas o autopistas a lo largo de su territorio. Actualmente, cuenta con casi su completa red vial asfaltada y con señalética y seguridades modernas para los mismos, todos los proyectos enfocados a vías de 6 carriles. Las vías de mayor importancia son la Panamericana (actualmente en ampliación de 4 a 6 carriles desde Rumichaca hasta Ambato, la conclusión de 4 carriles en todo el tramo de Ambato a Riobamba y la laguna de Colta, ampliación en la provincia de Cañar, mejoramiento entre Azogues y Cuenca y la ya en funcionamiento hasta Loja). La Ruta del Espondilus o Ruta del Sol (orientada a viajar por toda la línea costera ecuatoriana); la troncal amazónica (que cruza de norte a sur toda la Amazonía ecuatoriana, enlazando la mayoría y más importantes ciudades de la misma); Otro proyecto de gran importancia en desarrollo es la carretera Manta - Tena; la autopista Guayaquil - Salinas; la carretera Aloag - Santo Domingo; Riobamba - Macas (olvidada durante más de 40 años, y que atraviesa por el parque nacional Sangay), el complejo de puentes Unidad Nacional en Guayaquil, el puente sobre el río Napo en Francisco de Orellana; el puente sobre el río Esmeraldas en dicha ciudad homónima; y quizá la más rescatable de todas, el puente Bahía - San Vicente, el mayor en la costa del Pacífico latinoamericano. Al igual que una amplia red vial de caminos vecinales asfaltados y de hormigón que han ayudado a mejorar sustancialmente el comercio y el desarrollo.

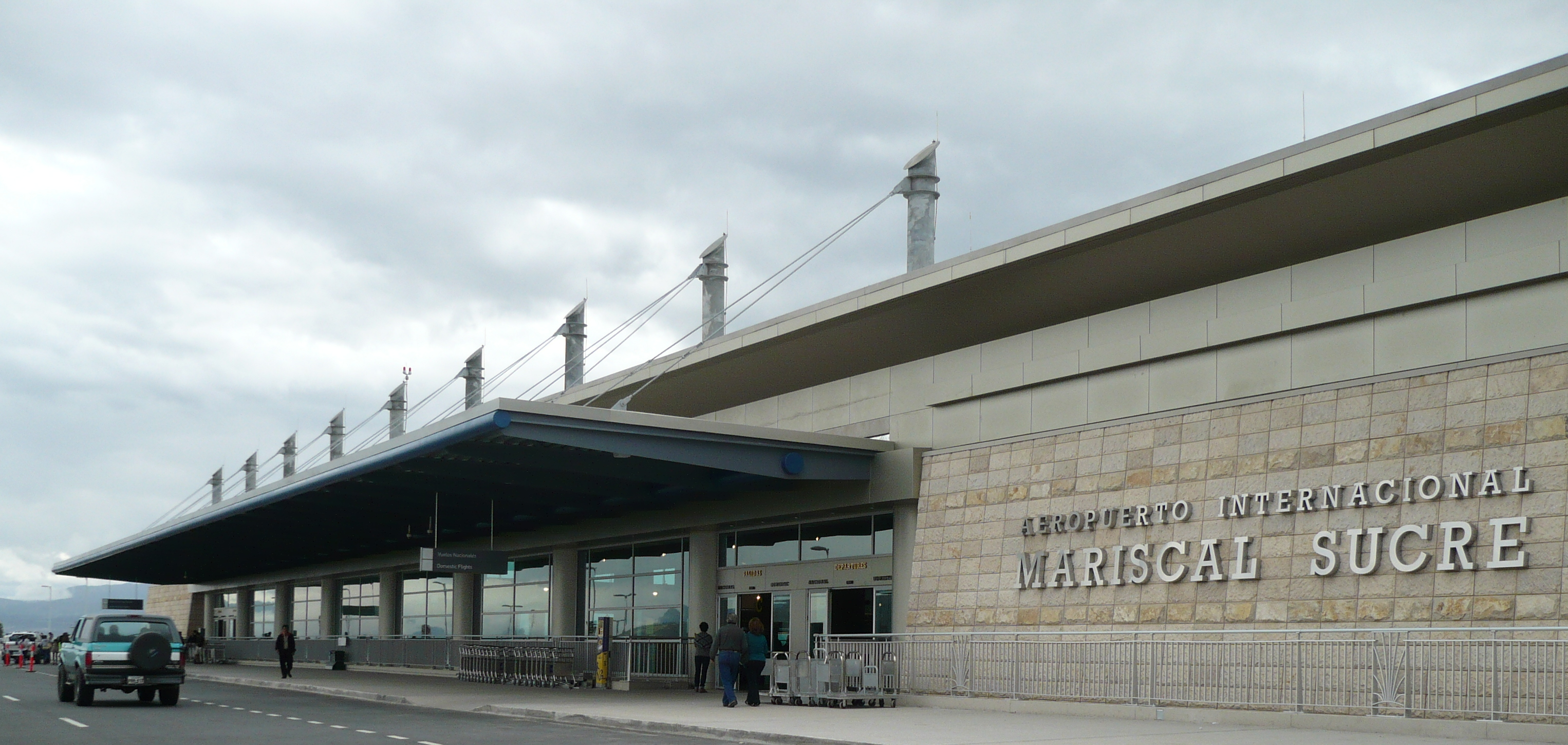
Aeropuerto Internacional Mariscal Sucre de Quito.

Los aeropuertos internacionales de Quito y Guayaquil han sufrido un alto aumento que ha requerido su modernización, que en el caso de Guayaquil y su Aeropuerto Internacional José Joaquín de Olmedo - Guayaquil implicó la construcción de una nueva terminal aérea de 53 mil metros cuadrados, considerada de las mejores de Latinoamérica y una de las mejores del mundo que es usada por más de cuatro millones de pasajeros anuales (aunque está en marcha la construcción del nuevo aeropuerto intercontinental en Daular en la vía a la costa, que contará con 3 pistas para vuelos simultáneos en un área de 2020 hectáreas); y en Quito se inauguró el 20 de febrero de 2013 el Aeropuerto Internacional Mariscal Sucre, principal aeropuerto del país, ubicado en la localidad de Tababela, distante 25 kilómetros del centro histórico de la capital, su pista tiene 4.098 metros de longitud y su torre de control posee 41 metros de alto. Tiene espacio suficiente para una segunda pista, que será construida en el futuro. En una segunda etapa, prevista para 2023, se ampliará la terminal en 20 mil metros cuadrados más. Por el largo de su pista, puede recibir a los aviones más grandes de la actualidad, como el Boeing 747 o el Airbus A380. La superficie del aeropuerto es de 1500 hectáreas, el área construida es de 70 hectáreas, la terminal de pasajeros tiene 38 mil metros cuadrados de superficie y se estima que cinco millones de personas lo usarán al año.
También entró a funcionar el restaurado y mejorado aeropuerto de Cotopaxi en Latacunga, orientado principalmente como aeropuerto de carga internacional, pero que funciona también para transporte interno de pasajeros. Actualmente, se halla en desarrollo la implementación del aeropuerto internacional en Manta. Todos estos con proyecto de aeropuertos intercontinentales. Pero Ecuador también cuenta con varios aeropuertos de transporte interno. Entre los más destacables: Francisco de Orellana, Nueva Loja, Tulcán, Esmeraldas, Loja (Ciudad de Catamayo), Santa Rosa, Shell, Salinas, Tena, entre otros. En la Amazonía, donde sirve la Fuerza Aérea para habitantes de sitios inaccesibles, sus pistas y flotas han sido modernizados en los últimos años. Uno de los desarrollos destacables en aeronavegación ecuatoriana es la implementación de aeropuertos binacionales como el de Tulcán y Esmeraldas con vuelos a Colombia, y en desarrollo aún el de Santa Rosa y Loja con vuelos a Perú.
Los puertos marítimos son un notable punto en el comercio y turismo. El más importante, por donde pasa el 70 % de la exportación e importación del país, es el puerto de Guayaquil, ubicado al sur de la ciudad costera, al que también llegan cruceros con pasajeros de distintos países; además, la modernización en los últimos años ha permitido que puertos como el de Manta lleguen cruceros de gran calado. Otro puerto de gran importancia es el de Posorja en el Golfo de Guayaquil, mayormente de carga. Puerto Bolívar en Machala es principalmente para la exportación agrícola como banano, camarón, cacao, etc. El puerto de Esmeraldas principalmente para la exportación industrial de petróleo, gas y sus derivados.
La red de metro está disponible en Quito consta de una línea con un recorrido de 22km.

### Medios de comunicación

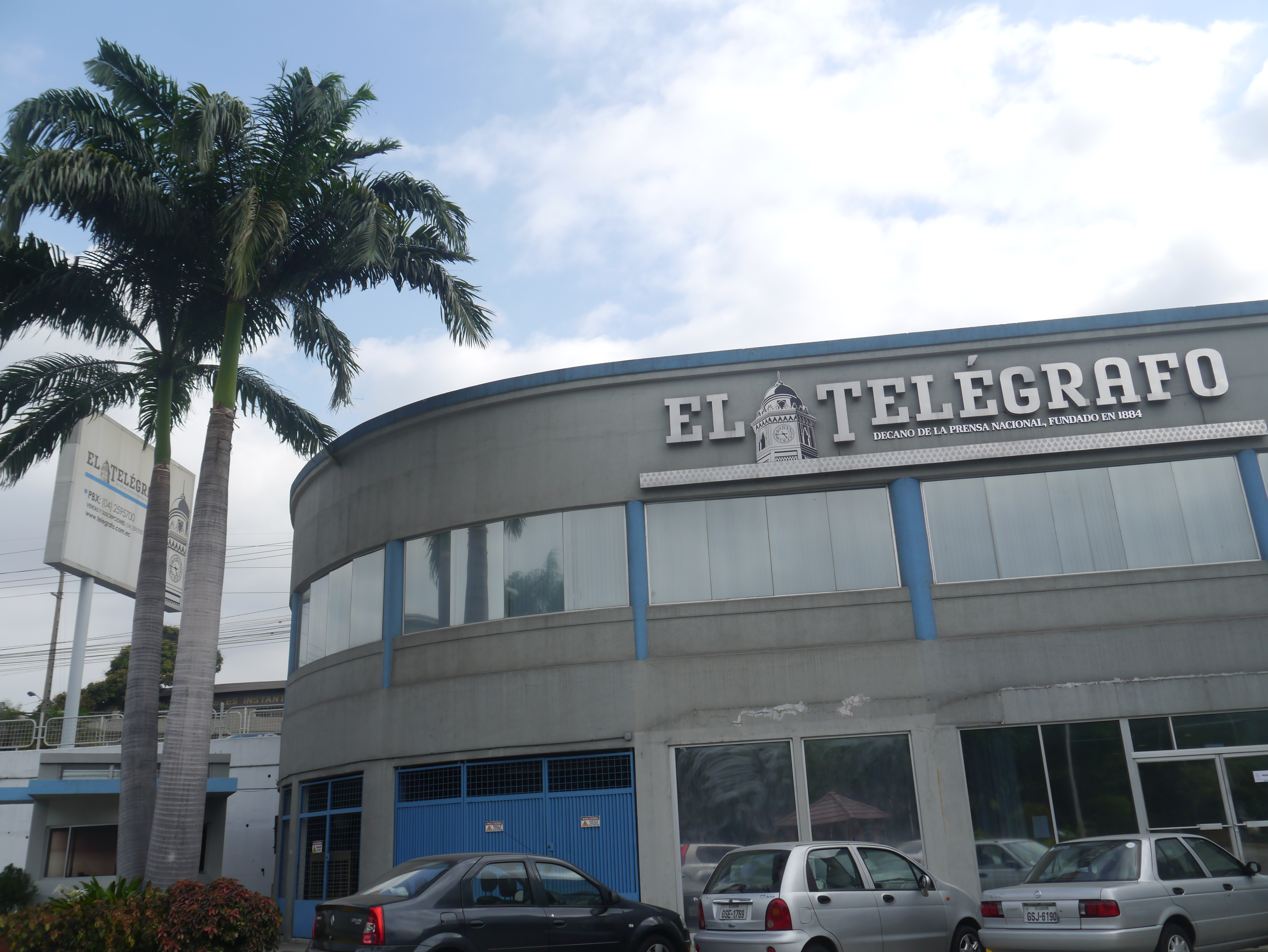
Oficinas de Diario El Telégrafo, en Guayaquil.

#### Internet
En la actualidad 8,1 de cada 10 ecuatorianos usan internet regularmente para diversos fines: desde correo electrónico, comercio electrónico, prácticas laborales, ocio, educación, información, entre otros. Se calcula que con la reducción y ampliación de accesibilidad que se ha dado en los últimos años, el 79 % de los hogares posee internet, donde el uso es mayor en el sector urbano con el 64,4%, frente al 37,9%, en el área rural. Por provincias, Galápagos es la que tiene más porcentaje de personas que han utilizado Internet con ella 78,7%, seguido de Pichincha con el 67,1%, Azuay con el 61,1%, El Oro con el 59,7% y Guayas con el 59,3%. La fibra óptica cubre las 24 provincias del país[cita requerida] y el auge de la conexión Wi-Fi mayormente por entidades públicas.[cita requerida]
Si bien la penetración de internet es comparable con la mayoría de los países latinoamericanos, Ecuador cuenta con un número interesante de usuarios de redes sociales, y páginas web especializadas.[cita requerida] Según Facebook, a noviembre de 2012, Ecuador posee 5 077 060 de usuarios, lo cual la ubica en la posición 35 a nivel mundial de países con más usuarios de esta red social.

#### Telefonía
Si bien la telefonía fija se mantiene aún en el país con un crecimiento periódico, esta ha sido desplazada muy notablemente por la telefonía celular, tanto por la enorme cobertura que ofrece y la fácil accesibilidad.
Actualmente se determinó que existen más líneas de telefonía celular que habitantes en Ecuador, fenómeno que se aclara por los usuarios que optaron por tener dos líneas en su poder de diferentes operadoras para reducción de costes en llamadas y mensajes, por la descontrolada venta de líneas que en su mayoría dejaron de ser utilizadas y no han sido deshabilitadas, así como otras; en la actualidad tratan mediante políticas de Estado, restructurarlas, registrarlas por usuario entre otras. Fuera de ello se determina que cada ecuatoriano por lo general posee un celular a partir de los 14 años más allá muchas veces de su estatus económico, tomando en cuenta ciertas excepciones y la menor presencia que obviamente se da en el sector rural frente al urbano.
En el país, existen cuatro operadoras de telefonía fija, CNT, ETAPA (públicas), TVCABLE y Claro (privadas) y cuatro operadoras de telefonía celular, Movistar, Claro y Tuenti (privadas) y CNT (pública).

#### Medios televisivos
En Ecuador existen dos bandas para la recepción de imágenes, la UHF y la VHF, y según donde se ubique la recepción de imagen, se sintoniza el canal, ya que en un principio el Estado no dispuso de un control de franquicia para comprar el derecho que otorgue la privacidad y que otro tipo de recepción no ocupe su espacio en cualquier otra ciudad o provincia del país.
Actualmente existen varios medios para la dotación del servicio televisivo, sea cobertura por antenas analógicas de aire de carácter abierto y gratuito, así como también las de pago mediante proveedores de televisión por cable o por antenas satelitales, tanto públicas como privadas.
La mayoría de las ciudades y poblaciones disponen de al menos un canal comunitario que puede ser de frecuencia VHF (canales primarios) o UHF (canales secundarios). Algunos de sintonía nacional, entre los canales que poseen señal de sintonía internacional están: Ecuavisa - Posee señal internacional, RTS, Teleamazonas, que posee señal en Estados Unidos a través de los canales 839 y 842 del Dish Pack Latino, Ecuador TV Televisión Pública, TC Televisión, Gamavisión, Canal Uno -, Posee señal internacional, Telerama, RTU, Oromar TV, Latele, TVC, CiudadColorada - Portal internacional Teleamazonas HD, Ecuavisa HD, Oromar HD, TC HD y Canal Uno HD son canales nacionales de Ecuador que están en full HD.
El Ecuador, debido a la modernización de la época, estableció para la implementación de la televisión y radio digitales, la norma ISDB-Tb, con fecha 26 de marzo de 2010. El anuncio lo hizo el Superintendente de Telecomunicaciones, Fabián Jaramillo. Así, Ecuador se convierte en el sexto país en adoptar el standart ISDB-Tb, el estándar más optado en la región latinoamericana.
El apagón analógico se estableció para el 31 de diciembre de 2018 a nivel nacional, el cual se llevará en tres etapas, el primer apagón para las ciudades con más de 500 mil habitantes para el 31 de diciembre de 2016, el segundo para las ciudades con más de 200 mil habitantes para el 31 de diciembre de 2017 y el tercero a nivel nacional para el 31 de diciembre de 2018.

#### Medios escritos
Los diarios de mayor circulación nacional son: Diario Extra (Guayaquil), El Telégrafo (Guayaquil), El Universo (Guayaquil), La Hora (resto del país). Muchas de las capitales de provincias disponen de 2 a 3 periódicos locales.
A continuación una lista de medios escritos:
Diario El Universo, Guayaquil
Diario Expreso, Guayaquil
Diario La Hora, Quito y redacciones en varias ciudades
Diario El Telégrafo (estatal), Guayaquil
Diario Extra, Guayaquil
Diario Crónica, Loja
Diario El Norte, Ibarra
Diario Especialista, Guayaquil, Quito
Diario Correo, Machala
Diario gratuito La Calle, Guayaquil
Diario La Verdad, Esmeraldas
Diario Opinión, Machala
Diario Centinela, Loja
Diario Orenses, Machala
Diario El Mercurio, Cuenca
Diario Portada, Azogues
Diario Super, Guayaquil
Diario Los Andes, Riobamba
Ecuador Inmediato, Quito
El Diario, Portoviejo
El Financiero, Guayaquil
El Heraldo, Ambato
El Mercurio, Manta
El Migrante Ecuatoriano, Quito
El Nuevo Globo, Bahía de Caráquez
El Observador, Guayaquil
El Popular, Quito
La Gaceta, Latacunga
La Marea, Manta
La Prensa, Riobamba
La Razón, Guayaquil
La Tarde, Cuenca
Los Andes, Riobamba
Machalaglobal, Machala
Metro, Guayaquil
Metro Hoy, Quito
Periódico digital El Ciudadano, Quito
Periódico El Chaski, Loja
Revista digital Revista Compras, Guayaquil
Periódico digital El Morlaco, Cuenca
Prensa La Verdad, Milagro
Vespertino Últimas Noticias, Quito
Semanario El Espectador, Azogues
Semanario El Autonomista, Portoviejo
Semanario La Prensa, Tulcán
Semanario Independiente, Nueva Loja
Semanario El Sol, Paute, Guachapala, Gualaceo, El Pan, Sevilla de Oro, Sígsig, Chordeleg
Semanario Espectador Amazónico, Nueva Loja, Tena y El Coca

## Cultura

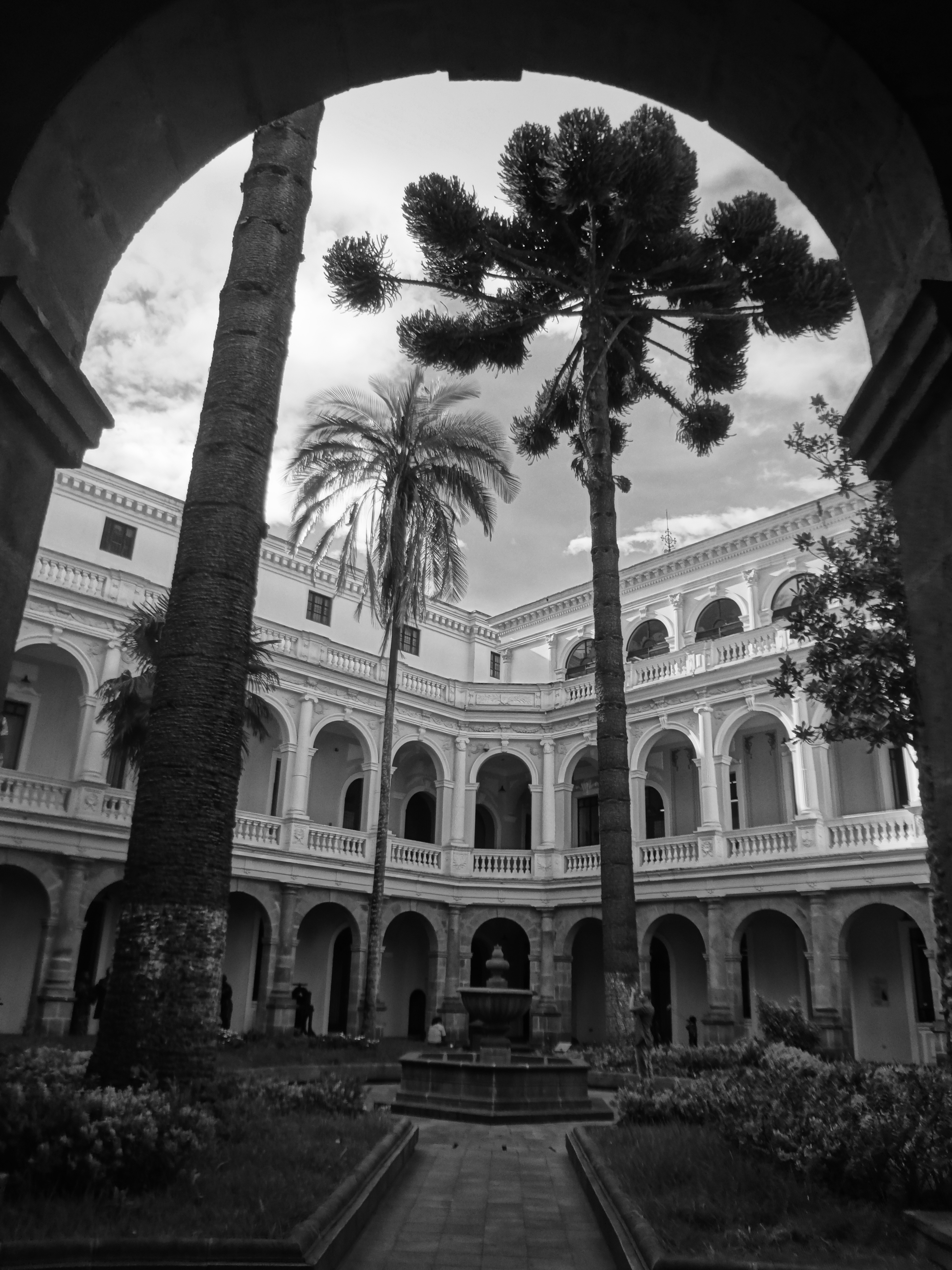
Centro cultural Metropolitano en la centro histórico de Quito

### Literatura
La literatura ecuatoriana se ha caracterizado por ser esencialmente costumbrista y, en general, muy ligada a los sucesos exclusivamente nacionales, con narraciones que permiten vislumbrar cómo es y se desenvuelve la vida del ciudadano común y corriente. Ecuador no ha dado literatos cuyos libros se vendan masivamente a nivel mundial. Pese a lo anterior, algunos escritores ecuatorianos han logrado ser medianamente conocidos en el contexto internacional, especialmente en los países hispanohablantes o iberoamericanos. Entre estos tenemos a Jorge Icaza, Alejandro Carrión Aguirre, Juan Montalvo, José de la Cuadra, Pedro Jorge Vera, Pablo Palacio, Demetrio Aguilera Malta, Alfredo Pareja Díez Canseco, Numa Pompilio Llona, Adalberto Ortiz, Medardo Ángel Silva, César Dávila Andrade, Luis Costales, Alfonso Rumazo González, José Martínez Queirolo, Jorge Enrique Adoum, Carlos Carrera Barreto, Hugo Mayo, Jorge Carrera Andrade, Arturo Borja, Ernesto Noboa y Caamaño, Juan León Mera. Uno de los aspectos más interesantes de las letras ecuatorianas, es que estas han producido una cantidad notable de buena narrativa, con autores que lograron fotografiar la idiosincrasia criolla y plasmarla en sus relatos. Nadie podría decir, pese a la crudeza de su contenido, que por ejemplo las novelas de Jorge Icaza no son un retrato muy hábilmente fabricado de las horribles penurias del indígena de la sierra ecuatoriana. Icaza traslada al lector al escenario que describe e incluso utiliza el mismo lenguaje que tienen los protagonistas en la vida real en su novela Huasipungo.
Pero la literatura ecuatoriana no se limita únicamente a Icaza y el indigenismo. También existen otros grandes expositores de la misma, como Alfredo Pareja Díez Canseco, quien destacó más que nada como novelista. Este, en contraposición a Jorge Icaza, creó novelas esencialmente urbanas, en las que aflora la denuncia social. También fue un gran historiador. Si seguimos en la senda de los novelas dedicadas a la denuncia social, es imprescindible nombrar a Joaquín Gallegos Lara, cuya obra, aunque breve, es magistral al aludir a los problemas que agobian a la clase obrera y la brutal explotación que esta sufre a manos de empresarios inescrupulosos. En Las cruces sobre el agua narra la peor masacre obrera ocurrida en la historia del Ecuador (1922). Demetrio Aguilera Malta, en cambio, fue más que nada un novelista costumbrista aunque también muy multifacético. En sus escritos describió al "montubio", el típico campesino mestizo de la costa ecuatoriana. Entre las mujeres que escriben está Alicia Yánez Cossío, dueña de una considerable producción narrativa, en la que se incluye la novela "Sé que vienen a matarme", una polémica novela acerca del dictador Gabriel García Moreno y sus excesos mientras era presidente de Ecuador.

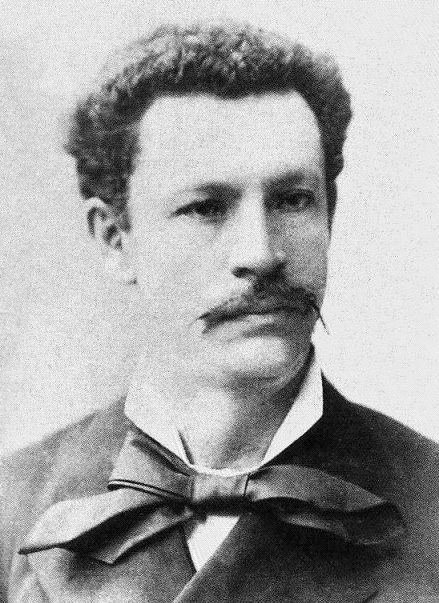
Juan Montalvo Ambato
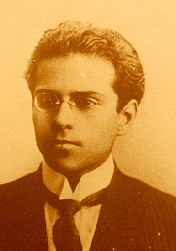
Medardo Ángel Silva Guayaquil
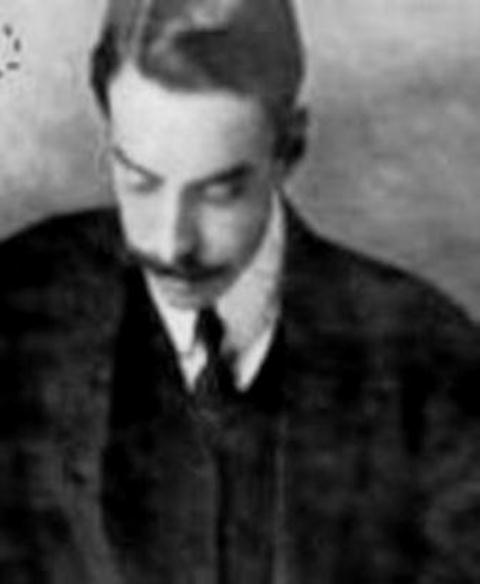
Arturo Borja Quito
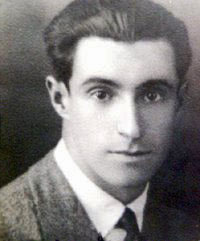
Pablo Palacio Suárez Loja

### Artes plásticas
La práctica artística contemporánea en el Ecuador cuenta con talentosos exponentes que han madurado proyectos y propuestas. Las políticas culturales institucionales del país han provocado que la escena artística contemporánea no logre operar con la contundencia ni la eficiencia que se requiere para ocupar un espacio competitivo a nivel internacional. Sin embargo entre los artistas contemporáneos del Ecuador encontramos figuras que han logrado autónomamente estabilidad y competencia en la creación y exhibición de obras, así como el reconocimiento local e internacional: Oswaldo Guayasamín, Gonzalo Endara, Eduardo Kingman, Camilo Egas, Oswaldo Viteri, Teddy Cobeña, Carlos Rosero, entre otros. La extinta aerolínea Ecuatoriana de Aviación, llevaba en sus aviones las ilustraciones de los maestros Oswaldo Guayasamín y Eduardo Kingman como parte de su distintivo colorido.
Es un país con atributos en las artesanías. Esto se da, por una parte debido a su legendaria tradición de productos de uso cotidiano, pasando por la cerámica y los usos que se le dieron, además de los metales y la cestería, y por la otra gracias a una enorme cultura productora de textiles e instrumentos musicales.

### Artes escénicas
En el campo de la dramaturgia casi no ha habido exponentes relevantes o que hayan alcanzado un alto grado de difusión, especialmente a nivel internacional. Sin duda el mejor, más prolífico y conocido es el guayaquileño José Martínez Queirolo, cuyas obras se han representado en Estados Unidos y Europa, a la vez que han sido traducidas a otros idiomas. También se lo conoce como autor de numerosos cuentos, entre los que también hay algunos creados para niños. Además es un destacado actor y dirige su propia compañía de teatro. Ganó el Premio Nacional de Cultura "Eugenio Espejo" en 2001.
El costumbrismo en el teatro ecuatoriano es un subgénero iniciado a principios del siglo XX cuyos principales exponentes fueron Ernesto Albán Mosquera con su personaje Evaristo Corral y Wigberto Dueñas Peña con el Indio Mariano. Es un género eminentemente satírico, con una alta carga de crítica sociopolítica.

#### Cine
La producción cinematográfica de Ecuador incluye cortos y documentales hechos a lo largo del siglo XX. Pese a la calidad o el valor histórico de algunas de esas aportaciones culturales, el cine ecuatoriano solo ha comenzado a tener repercusión internacional en el siglo XXI. La producción de largometrajes fue en el siglo pasado una limitante en lo referente a cantidad, en gran parte debido a los costos que conllevaba producir una película. Pese a eso en la última década la producción cinematográfica ha aumentado en una escalada importante, debido a las facilidades y garantías que ofrece el país bajo leyes e iniciativas para su producción y difusión, así como exoneraciones de impuestos.
Varias cintas han llegado a proyectarse comercialmente y con éxito, tal es el caso de Crónicas, Que tan lejos, Con mi corazón en Yambo, A tus espaldas, Mono con gallinas, Mejor no hablar de ciertas cosas o En el nombre de la hija, algunos de ellos con reconocimientos en festivales internacionales de cine.

#### Música

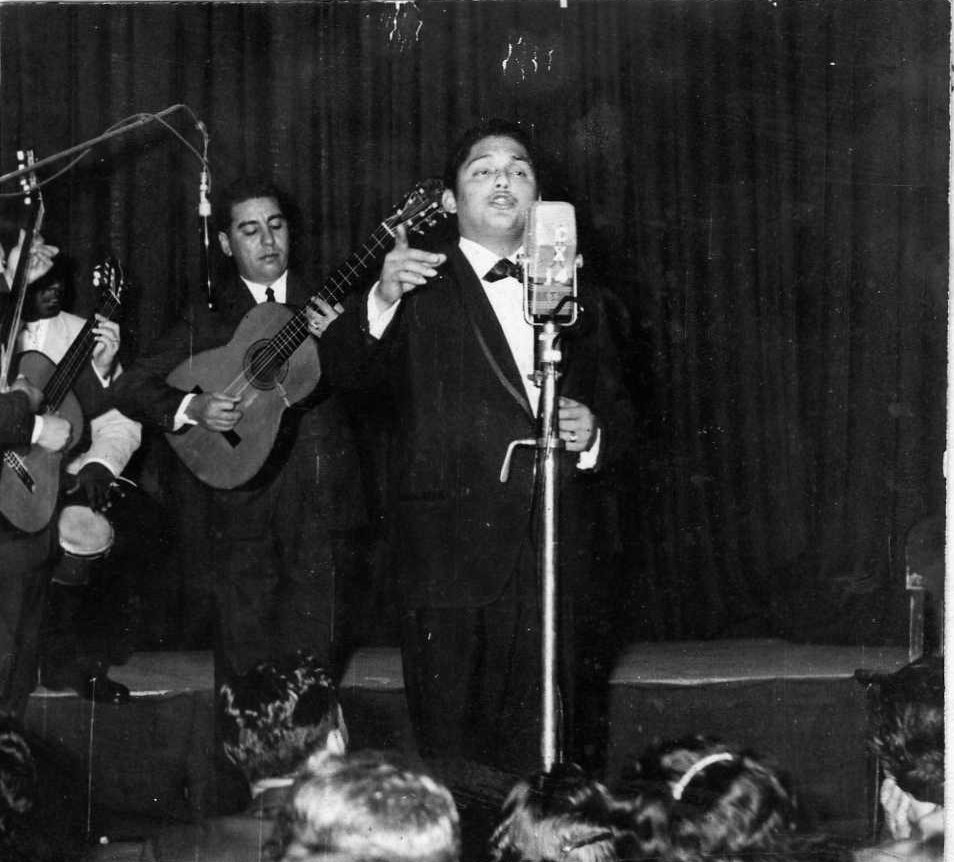
Julio Jaramillo, máximo exponente musical del Ecuador.

Ecuador posee una gran diversidad de estilos musicales producto de la riqueza cultural, herencia y mestizaje de las culturas europeas, afro, e indígenas. El pasillo es considerado el género de música nacional, y su día nacional se celebra el 1 de octubre, natalicio de Julio Jaramillo, máximo exponente del género. Entre los géneros musicales locales se destacan ritmos mestizos como el pasacalle, el pasillo, el yaraví, el albazo, el bolero, el requinto; ritmos afros como la bomba, la marimba, guaracha, mambo; ritmos indígenas como el sanjuanito música Folclórica andina. De influencia extranjera géneros como el pop, el rock, el merengue, la salsa, la cumbia, el vallenato, la bachata, el ska, la música electrónica, el dance, el reggae, el heavy metal, el punk, el hip hop o el reguetón.

#### Artistas ecuatorianos destacados
El más destacado músico, Luis Humberto Salgado quien fue un compositor de música clásica de Ecuador. Compuso nueve sinfonías, cuatro óperas, una ópera-ballet, siete conciertos, operetas y varias piezas de música popular ecuatoriana, sobre todo sanjuanitos y pasacalles, algunos con innovaciones notables como la Segunda sinfonía (Sintética no. 1), la Sexta sinfonía (para cuerdas y timbales), las sonatas 2 y 3 para piano y el sanjuanito futurista. Otro compositor de renombre, fue el lojano Carlos Miguel Agustín Vaca, cuyas aportaciones musicales fueron destacadas, ya que compuso el himno de numerosas ciudades y cantones dentro de Loja. De la música tradicional ecuatoriana extrajo motivos para sus óperas así como también ritmos y armonías para sus sinfonías. Pese a los esfuerzos de la Orquesta Sinfónica de Ecuador y del director Álvaro Manzano, buena parte de su música está aún por interpretarse y casi la totalidad por grabarse.[cita requerida]
En el ámbito operístico, tenemos a Marlon Valverde, tenor ecuatoriano, quien encarnó al Libertador Simón Bolívar en la ópera Manuela y Simón; Andrés Córdova, Sofía Rosado, Viviana Rodríguez, Roy Espinoza, quienes participaron en La Traviata. Destaca la soprano Beatriz Parra, por sus condecoraciones y logros otorgados en su larga trayectoria dentro de este campo.
También destacan artistas como Carlota Jaramillo, Julio Jaramillo, Las Hermanas Mendoza Suasti, Polibio Mayorga, Dúo Benítez-Valencia, Hermanos Miño Naranjo, Paulina Tamayo, Fresia Saavedra, Segundo Rosero, Anita Lucía Proaño, Soledad Morales, Segundo Bautista, Juan Fernando Velasco, entre otros. En el subgénero de música popular como la technocumbia, se destacan también muchos cantantes como: Sharon la Hechicera, Gerardo Morán, María de los ángeles, Jaime Enrique Aymara, Delfín Quishpe, entre otros.
Gerardo Mejía, conocido en los 90 simplemente como Gerardo, también es uno de los artistas ecuatorianos con mayor repercusión internacional, y uno de los primeros latinos en triunfar en el mercado anglo, donde llegó a ubicar su sencillo debut en el Top 10 de Billboard Hot 100. Paulina Aguirre, cantante de música cristiana ha sido galardonada con una Gaviota en el Festival de Viña del Mar y Juan Fernando Velasco, son los únicos en ganar un Grammy Latino. Otra artista reconocida es Mirella Cesa, quien ha conseguido sonar internacionalmente, ganó una gaviota de plata en el festival Viña del Mar 2018 y aparece en los listados latinos de Billboard en Estados Unidos.

### Gastronomía
La gastronomía de Ecuador es bastante variada debido a la existencia de cuatro regiones geográficas diferenciadas —costa, sierra, oriente y región insular— con costumbres y tradiciones diferentes. Los distintos platos típicos y los ingredientes principales varían en función de estas condiciones naturales.

#### Ingredientes

##### Pescado
El pescado que suele comerse en la costa ecuatoriana es conseguido de las aguas del Océano Pacífico o de los innumerables ríos navegables de la zona. Entre los principales pescados se encuentran el picudo, albacora, dorado, camotillo, chame, corvina y especies exóticas como la trucha. Algunos de los platos populares con pescado son: sopa marinera, ceviches de pescado, corviches, bollos, cazuelas, estofado de pescado con maní, encocado, etc.
Un plato típico de la costa se llama Encebollado de pescado, su consumo se ha extendido a lo largo de todo el país, convirtiéndolo en uno de los platillos más populares del Ecuador.

##### Plátano
Ecuador es un principal país exportador de plátano, por lo que este representa un importante elemento en la gastronomía, en especial en la costa ecuatoriana. Existen tres principales variedades de plátano, las tres más importantes: el plátano verde, el plátano maduro y el guineo. Los plátanos verdes y maduros deben cocinarse antes de ser ingeridos. El plátano verde (simplemente llamado 'verde') suele comerse frito, asado o hervido. El plátano maduro (o simplemente, 'maduro') suele comerse frito, asado o hervido de igual manera, y tiene un sabor más dulce y una consistencia más suave. El "guineo", es el nombre típico de la banana ecuatoriana; suele comerse crudo como una fruta cualquiera, aunque también hay una plétora de postres preparados a base del guineo. Existe, además, un tipo de guineo en miniatura, que se conoce con el nombre de 'orito'.

##### Verduras y legumbres
Las verduras están presentes en diferentes formas, el arroz, el plátano verde o maduro, la yuca, o la salsa de maní (cacahuate) tostado y molido. El maíz se suele comer en las muy populares tortillas de maíz conocidas como bonitísimas, cocinan los choclos en agua y sal, las mazamorras y los comen con queso fresco. Igual los frijoles, que acompañan a muchos de sus platos. El puré de papas o lo sirven de base para platos como los llapingachos que son tortillas de papa o los locros.

##### Carnes
Se suele comer carne de vaca, cerdo, cordero, cabra, pato, pavo y pollo. Algunos platos se combinan con verduras como el seco de chivo o el seco de gallina que son trozos de carne, tipo estofado, servida con arroz. Dentro de los platos exóticos se tiene el cuy, que suele comerse asado en las celebraciones de ciertas partes andinas del país. La carne de chancho, que se come en varios lugares del Ecuador, participa en la elaboración de diversos platos, algunos de ellos como fritada, hornado, chugchucaras.
Es de destacar de la cocina de Ecuador, los caldos (conocidos como sopas o locros) que suelen prepararse con verduras muy diversas y carne de gallina, son frecuentemente servidos en los mercados callejeros como desayuno. Algunos de ellos son muy populares como el yaguarlocro que es una sopa de papas que lleva como ingrediente borrego y una salsa.

#### Platos típicos
- Aguado de gallina
- Ají de Carne
- Arroz marinero
- Ayampaco
- Bandera[214]
- Bolón de verde
- Bollo de pescado
- Caldo de salchicha o Caldo de Manguera
- Ceviche
- Cangrejada
- Cazuela
- Caldo de bagre
- Caldo de bille
- Caldo de bolas
- Caldo de pata
- Caldo de torreja
- Caldo de tronquito
- Caldo de 31[215]
- Chanfaina
- Chivo al hueco
- Churrasco ecuatoriano
- Colada de churos
- Corviche
- Cuy asado
- Encebollado
- Encocado
- Fritada
- Fanesca, (especial en época de Semana Santa).
- Gallina de Pinllo
- Guagrasinga
- Guatita
- Hallacas
- Hornado
- Humitas
- Lengua de res guisada
- Llapingachos
- Locro
- Maito
- Mariscos al ajillo
- Mellocos con habas cocinadas
- Menudo
- Morcilla
- Mote pillo
- Mote con chicharrón
- Papas con cuero
- Patacón
- Repe Lojano
- Sancocho
- Sanduche de pernil
- Sango
- Seco
- Sopa de lluspas
- Sopa marinera
- Tamales
- Tigrillo
- Timbushca
- Tripa mishki
- Tortillas con caucara
- Viche
- Yaguarlocro

### Deporte

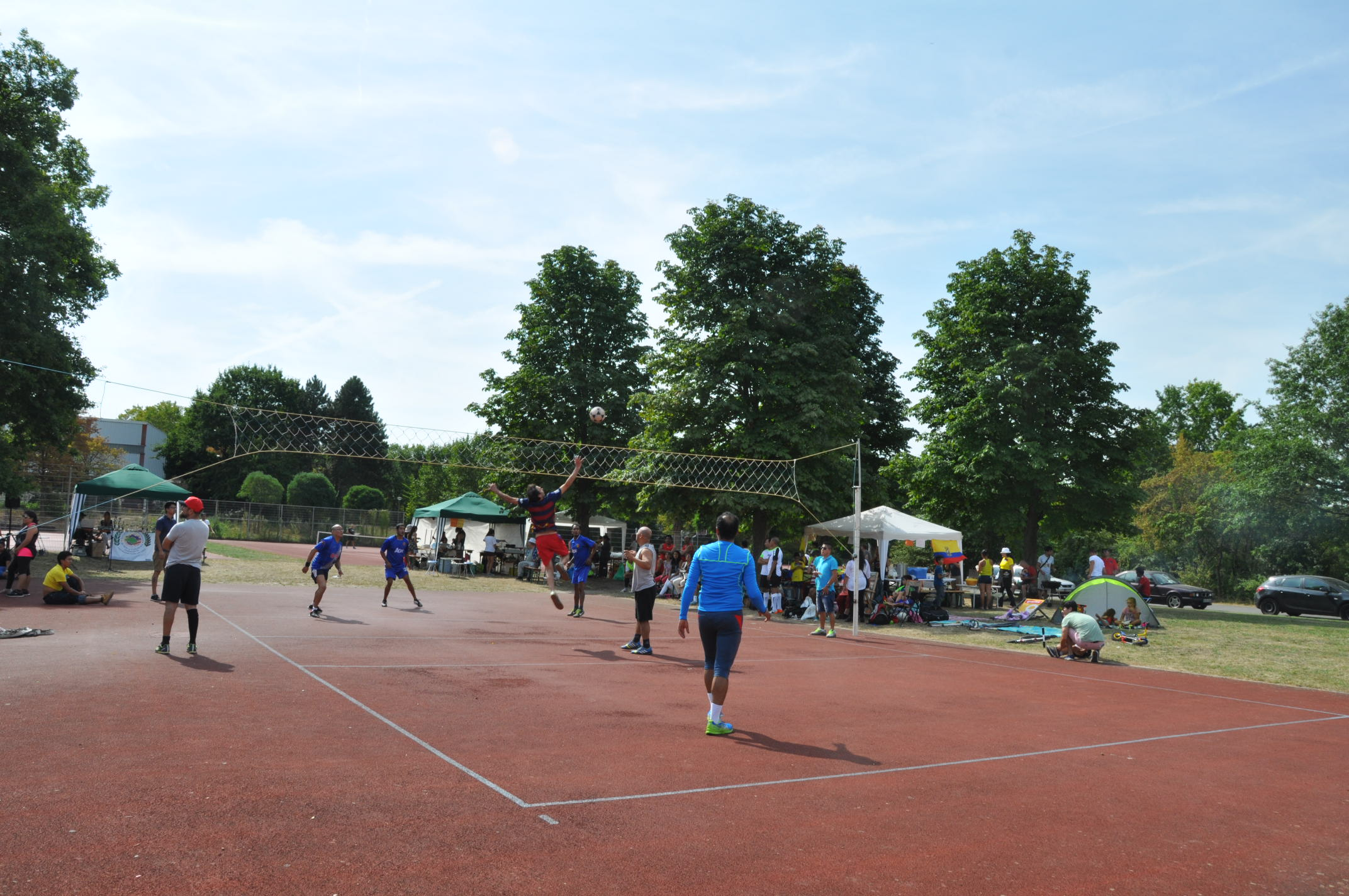
Ecuavóley, el deporte nacional de Ecuador.

La actividad deportiva es regulada por el Ministerio del Deporte, así como por asociaciones independientes como federaciones, institutos y ligas en las distintas prácticas deportivas. La chaza y el ecuavóley son los deportes nacionales de Ecuador, No obstante, desde principios del siglo XX, el fútbol es el deporte más popular del Ecuador, siendo la Copa Municipal de Fútbol Guayaquil 1908, el primer torneo deportivo de la historia ecuatoriana, y la Liga Deportiva Guayaquil (fundada el 6 de mayo de 1911), la primera entidad multideportiva del país. Es así como el desarrollo del deporte nacional, gira en torno al fútbol, dando origen a la Federación Deportiva Guayaquil, el 25 de julio de 1922, que dos años más tarde se transforma en la Federación Deportiva del Guayas, primera institución en representar al Ecuador en el COI y la FIFA. El 30 de mayo de 1925 se fundó la Federación Deportiva Nacional del Ecuador, conocida por su acrónimo Fedenador, fue entonces que la FDG cedió voluntariamente sus derechos y prerrogativas a la Fedenador en beneficio del deporte nacional.
En la actualidad, el fútbol profesional ecuatoriano se divide en dos categorías, en la primera categoría, la Liga Profesional de Fútbol organiza la serie A y la serie B; mientras la segunda categoría, la Copa Ecuador, la Supercopa de Ecuador y la Súperliga Femenina están a cargo de la Federación Ecuatoriana de Fútbol. En cuanto a la selección nacional, durante el siglo XX, fue considerada una de las selecciones más débiles de la Conmebol, siendo junto a Venezuela, una de las selecciones sudamericanas que no han ganado la Copa América, alcanzando el cuarto puesto en 1959 y 1993; no obstante, ha clasificado a los Mundiales de Corea-Japón 2002, Alemania 2006, Brasil 2014 y Catar 2022, siendo su mejor participación, la de 2006, en la que clasificó a octavos de final. La selección sub-20 ganó los Juegos Bolivarianos de 1985, los Juegos Panamericanos de 2007 y el Sudamericano 2019, además de obtener el tercer puesto en el Mundial Polonia 2019.
Los futbolistas ecuatorianos más destacados son: Alberto Spencer, máximo goleador de la Copa Libertadores con 54 goles; Iván Hurtado, el jugador con más partidos disputados en la selección de fútbol en 167 ocasiones; Enner Valencia, máximo goleador de la selección nacional con 46 tantos; Jaime Iván Kaviedes, quien en el año de 1998 fue máximo goleador del mundo, con 43 goles en 39 partidos; Édison Méndez; Álex Aguinaga; Ulises de la Cruz; Christian Benítez y Antonio Valencia. A nivel de clubes, el más destacado es Liga de Quito, ganador de la Copa Libertadores 2008, dos Recopas Sudamericanas (2009, y 2010) y dos Copas Sudamericanas (2009 y 2023) , subcampeón de al Copa Mundial de Clubes de la FIFA 2008; a nivel nacional, posee 17 títulos (13 de Serie A, la Copa Ecuador 2018-19 y tres Supercopas de Ecuador). Le sigue Barcelona Sporting Club, subcampeón de la Copa Libertadores 1990 y 1998, es además el club con más títulos nacionales, con 16 campeonatos de Serie A. También destaca el Club Sport Emelec, primer campeón nacional, cuenta con 14 títulos de Serie A, además del subcampeonato de la Copa Merconorte 2001 y ser elegido club del mes del mundo según la IFFHS en junio de 2010. El Club Deportivo El Nacional le sigue en títulos de Serie A, con 13 coronas, distinguiéndose por haber conseguido dos tricampeonatos: 1976, 1977 y 1978 y en 1982, 1983 y 1984. Finalmente, cabe resaltar el surgimiento de Independiente del Valle siendo uno de los clubes mejores posicionados en el "Ranking Mundial de Clubes" ganando la Copa Sudamericana 2019, Copa Sudamericana 2022 y sobre todo la Recopa Sudamericana 2023.
Uno de los deportes en donde Ecuador ha destacado es el atletismo, en el que Jefferson Pérez, es el máximo exponente, con tres títulos mundiales de marcha atlética (París 2003, Helsinki 2005 y Osaka 2007), además de una medalla de oro en los Juegos Olímpicos de Atlanta 1996 y una de plata en Pekín 2008. También ha destacado en esta disciplina Daniel Pintado, ganador de los 20 km en los Juegos Panamericanos de 2019, medallista de plata en el Campeonato Mundial de Atletismo de 2023 y medallista de oro en los Juegos Olímpicos Paris 2024.  Le sigue Glenda Morejón, campeona de marcha en el Campeonato Mundial de Atletismo Sub-18 de 2017 y del Gran Premio de Los Cantones 2019 (España); mientras en carrera de velocidad, Álex Quiñónez ganó oro en los Juegos Panamericanos de 2019, en el Campeonato Iberoamericano de Atletismo de 2012, los Juegos Suramericanos de 2018 y los Juegos Bolivarianos de 2013 y 2017, además de obtener medalla de bronce en el Campeonato Mundial de Atletismo de 2019. Por otra parte, Rolando Vera es el único fondista no brasileño que ha ganado cuatro veces consecutivas (1986-1989) la Carrera Internacional de San Silvestre en Brasil.
En el tenis, Francisco Segura fue considerado en 1950 y 1952 como el jugador número Uno del mundo por la USTA, Andrés Gómez ganó el Torneo de Roland Garros 1990 y el Masters de Roma en 1982 y 1984, mientras Nicolás Lapentti posee cinco títulos ATP y su mejor clasificación en sencillos fue nro. 6 del mundo en el año 2000.
El ciclismo es una disciplina cuya popularidad ha ido en aumento en los últimos años, distinguiéndose en esta disciplina la provincia de Carchi, cuna de Richard Carapaz, campeón del Giro de Italia 2019, subcampeón de la Vuelta a España 2020 y tercero en el Tour de Francia 2021, además de conseguir la medalla dorada en los Juegos Olímpicos de Tokio 2020. También se destacan en ciclismo Jhonatan Narváez Jonathan Caicedo, Miryam Núñez y Doménica Azuero. El Béisbol es otro de los deportes en la que Ecuador ha conseguido títulos internacionales, en sus palmarés posee dos campeonatos ganados en el Sudamericano de Béisbol. La halterofilia, cuenta como su máxima exponente a Alexandra Escobar, subcampeona en el Campeonato Mundial de Halterofilia de 2013, campeona en los Campeonato Panamericano de Halterofilia de 2008 y 2010, los Juegos Panamericanos de Río de Janeiro 2007 y Guadalajara 2011, entre otras distinciones; mientras su sucesora Neisi Dajomes obtuvo la medalla de oro en Tokio 2020, además cuenta con el título en el Mundial Sub-17 en 2013 y los Mundiales Juveniles de Tiflis 2016, Tokio 2017 y Taskent 2018, además de oro en los Campeonatos Panamericanos de Miami 2017, Santo Domingo 2018 y Guatemala 2019 y en los Juegos Panamericanos de 2019.